# Spanje
Spanje, officieel het Koninkrijk Spanje (Spaans: Reino de España), is een land in het zuidwesten van Europa met 50.015.792 (2020) inwoners, een oppervlakte van 505.992 km² en met hoofdstad Madrid. Het land beslaat grofweg 80% van het Iberisch Schiereiland. Buiten dat horen ook de eilandengroep Balearen in de Middellandse Zee, de Canarische Eilanden in de Atlantische Oceaan en de Spaanse exclaves in Noord-Afrika bij het land.
In het noordoosten grenst Spanje aan Frankrijk en Andorra, over de gehele lengte van de Pyreneeën, in het westen aan Portugal, in het zuiden aan de Britse kolonie Gibraltar en via de exclaves Melilla en Ceuta aan Marokko. De hoofdstad van Spanje is Madrid, een stad met meer dan 3 miljoen inwoners gelegen in het midden van het land.
Het grondgebied van Iberiërs, Kelten, Feniciërs, Basken en andere volkeren werd omstreeks 200 door de Romeinen veroverd en Hispania gedoopt. Na de Val van het West-Romeinse Rijk en de Grote Volksverhuizing werd dit gebied door de Visigoten veroverd, alvorens de islamitische Moren het Visigotische Rijk in de 8e eeuw binnenvielen. Aan hun heerschappij, die zich over bijna heel Spanje uitstrekte, kwam pas met de voltooiing van de Reconquista in 1492 een einde. In haastig tempo en in navolging van Portugal ontstond vervolgens een uitgestrekt wereldrijk. Ondanks grote rijkdommen uit voornamelijk Latijns-Amerika zakte Spanje vanaf de 17e eeuw door vele Europese oorlogen verder en verder terug. De 19e eeuw werd gekenmerkt door binnenlandse conflicten die Spanje teisterden en na de Spaanse Burgeroorlog (1936–1939) werd het land onder Francisco Franco een fascistische dictatuur. Na Franco's dood in 1975 werden de constitutionele monarchie en de parlementaire democratie hersteld. Spanje werd lid van de NAVO in 1982 en is lid van de Europese Unie sinds 1986.
Spanje is een divers land met uiteenlopende culturen, talen, eetgewoonten en klimaten. Het land varieert van de vissersdorpen in Galicië tot het nachtleven van Madrid, van de toeristische kusten aan de Middellandse Zee tot het flamencodansen van Andalusië en van het traditionele stierenvechten tot het moderne Barcelona in Catalonië. Naast Spaans (Castiliaans) zijn Catalaans, Baskisch en Galicisch zogenaamde 'co-officiële' talen van het land. De euro is sinds 2002 de Spaanse munteenheid, als opvolger van de peseta.

## Etymologie
De naam Spanje (Spaans: España) is afgeleid van Hispania, dat door de Romeinen werd gebruikt voor het hele Iberisch Schiereiland. Taalkundig gezien stamt deze naam echter niet af van het Latijn en ook met andere Indo-Europese talen is geen duidelijk verband aan te wijzen. Er bestaan dan ook verschillende theorieën over de herkomst van het woord Hispania. Een van die theorieën is dat de naam uit het Grieks komt. De Grieken zouden de naam "Hesperia" aan het huidige Italië en Spanje hebben gegeven, omdat beide landen zich, gezien vanuit Griekenland, ten westen van een bepaalde ster (genaamd esperos) bevonden. Het woord Hesperia zou later zijn kunnen verbasterd tot Hispania. Volgens de meest geaccepteerde theorie is de naam afgeleid uit de taal van de Feniciërs, een volk dat ooit het huidige Spanje bewoonde. De Fenicische taal was nauw verwant aan het Hebreeuws en in die taal sprak men over Spanje als I-sphanim, dat letterlijk 'klipdassen' betekent. De klipdas was een veelvoorkomend dier in Libanon, het land van herkomst der Feniciërs. Toen de Feniciërs in Spanje geconfronteerd werden met een groot aantal konijnen, een voor hen onbekend dier maar dat uiterlijk wel een beetje op een klipdas lijkt, werden deze met dezelfde naam aangeduid. Daarom verwezen zij later naar Spanje als I-sphanim (vrij vertaald: 'het land van de klipdassen'), waarvan het Latijnse Hispania zou zijn afgeleid.

## Geschiedenis

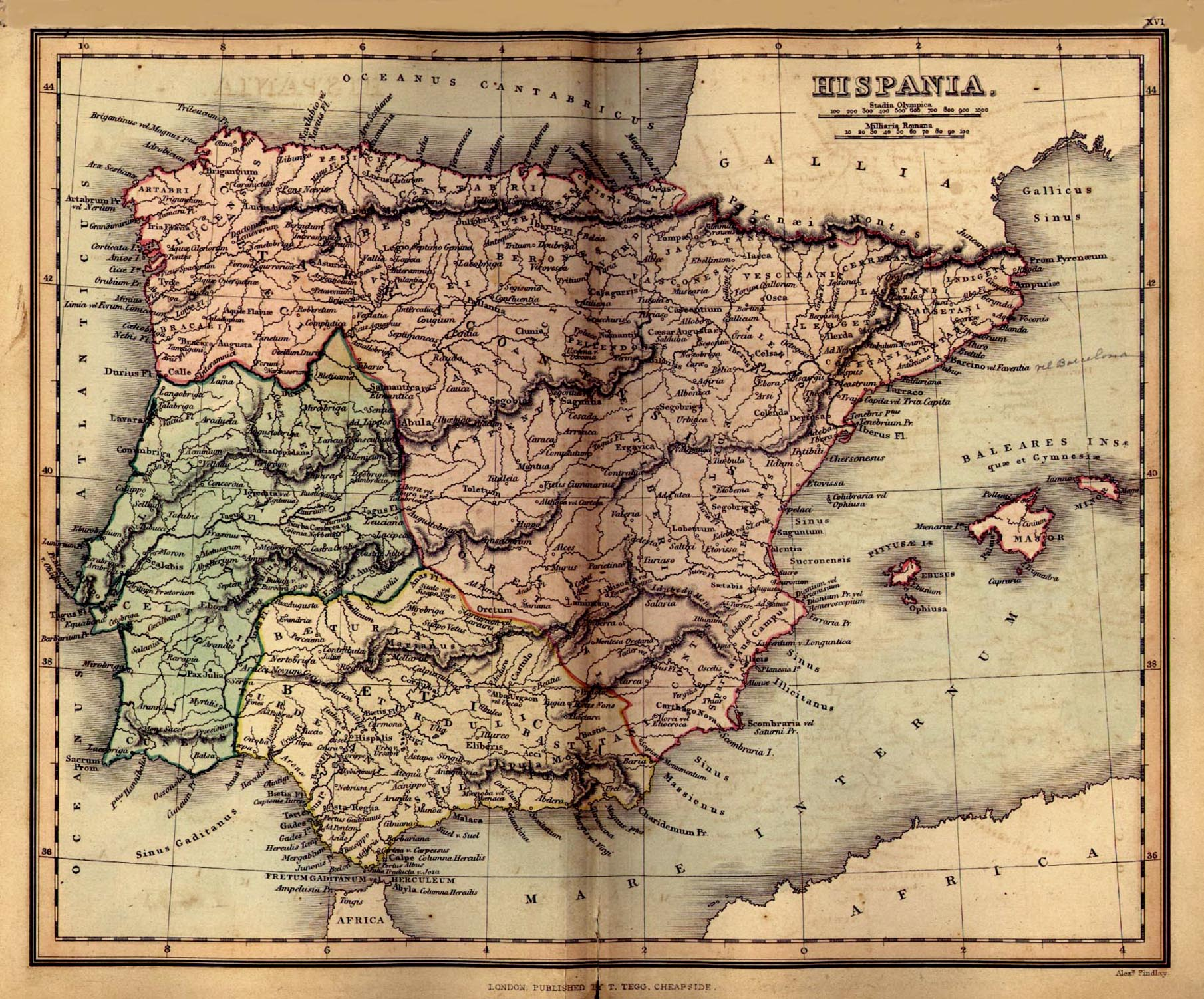
Spanje in de Romeinse tijd

Het Iberisch Schiereiland omstreeks 750 onder Moorse heerschappij

Al sinds het vroegpaleolithicum is Spanje bewoond zoals vondsten van restanten van neanderthalers bewijzen. De eerste beschaving waarvan gegevens bekend zijn is de in het huidige Andalusië gelegen legendarische stadstaat Tartessos, die in de Bijbel bekend is onder de naam Tarsis. De Feniciërs uit Libanon stichtten onder andere de stadstaat Gades (nu Cádiz) en werden later vervangen door de Carthagers. Vervolgens namen de Romeinen Spanje in en bleven bijna 600 jaar.
Vooraleer de Moren in het begin van de 8e eeuw het Iberisch Schiereiland bezetten, was Spanje in handen van de Visigoten die Spanje bezet hadden tijdens de Grote Volksverhuizing die het West-Romeinse Rijk fataal werd. Het bestuur door de Moren duurde bijna 7 eeuwen. Zij voerden de islam in en er ontwikkelde zich een Moors-Spaanse cultuur van hoog niveau. De herovering (Spaans: Reconquista) door christelijke (konink)rijken was een langdurig proces dat eindigde met de val van Granada in 1492. Deze datum wordt beschouwd als de eigenlijke vereniging van Spanje.
Spanje werd vanaf dan een wereldmacht onder de Habsburgers (1504-1700). Het Spaanse Rijk strekte zich over de hele wereld uit. Met de Vrede van Münster (1648) en de erkenning van de Republiek der Zeven Verenigde Nederlanden verloor het definitief het noordelijke deel van de Habsburgse Nederlanden, tijdens de Vrede van Nijmegen (1678) verloor Spanje het vrijgraafschap Bourgondië aan het koninkrijk Frankrijk en in 1686, met de Vrede van Lissabon, scheidde het koninkrijk Portugal zich af. 
De komst van het Franse vorstenhuis Bourbon (1700-1868) leidde tot de Spaanse Successieoorlog (1701-1713) om een personele unie tussen Frankrijk en Spanje te voorkomen. Deze resulteerde met de Vrede van Utrecht in een gecentraliseerde staat met aan het hoofd het huis Bourbon, het verlies van de Habsburgse Nederlanden (Zuidelijke Nederlanden), Hertogdom Milaan, Koninkrijk Napels en Sardinië aan de Oostenrijkse tak van het huis Habsburg en het verlies van het koninkrijk Sicilië aan het hertogdom Savoye. Spanje was tot de Nueva Planta decreten, een personele unie van de middeleeuwse koninkrijken Castillië en de Aragon. Na 1716 werden die voltooid en het dus formeel één land.
Tijdens de napoleontische oorlogen, rond 1800, werd ook Spanje door Napoleon bezet. Tijdens deze periode kwamen in Amerika de Spaanse kolonie Nieuw-Spanje en het onderkoninkrijk Peru in opstand en verklaarden zich onafhankelijk van het moederland en de Spaanse kroon. Daarmee verloor Spanje in één klap het verreweg grootste deel van zijn koloniale rijk.
De Spaans-Amerikaanse Oorlog in de tweede helft van de 19e eeuw leidde in 1898 tot het verlies van het laatste restant van de Spaanse koloniën: op het westelijk halfrond Cuba en Puerto Rico en in Azië de Filipijnen (Spaans-Oost-Indië).
In 1931 werd Spanje een republiek (Spaanse Republiek), nadat koning Alfons XIII gedwongen werd af te treden. Voortdurende politieke instabiliteit leidde uiteindelijk tot de Spaanse Burgeroorlog (1936-1939). Die begon als een nationalistische opstand tegen de wettige republikeinse regering, maar was, met alle buitenlandse bemoeienissen, feitelijk een conflict tussen het communisme en het fascisme. Generaal Franco, leider van de nationalisten, kreeg steun van nazi-Duitsland en Italië, terwijl de regering werd geholpen door de toenmalige Sovjet-Unie. De nationalisten overwonnen en generaal Franco bleef als dictator aan de macht tot zijn dood in 1975.
Na de dood van Franco werd de monarchie hersteld. Juan Carlos, de kleinzoon van Alfons XIII, werd de nieuwe koning. In 1978 kwam een democratische grondwet tot stand die de sterk gecentraliseerde staatsvorm onder Franco wijzigde in een gedecentraliseerde structuur met autonome regio's of gemeenschappen. Op 19 juni 2014 werd Juan Carlos opgevolgd door zijn zoon Felipe.

## Geografie

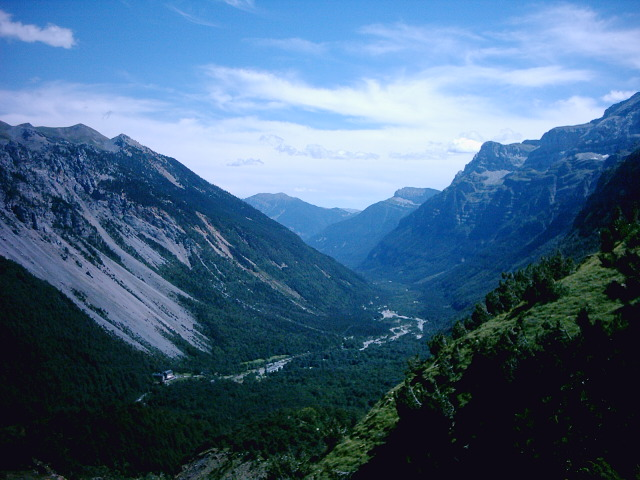
Pyreneeën in Aragón

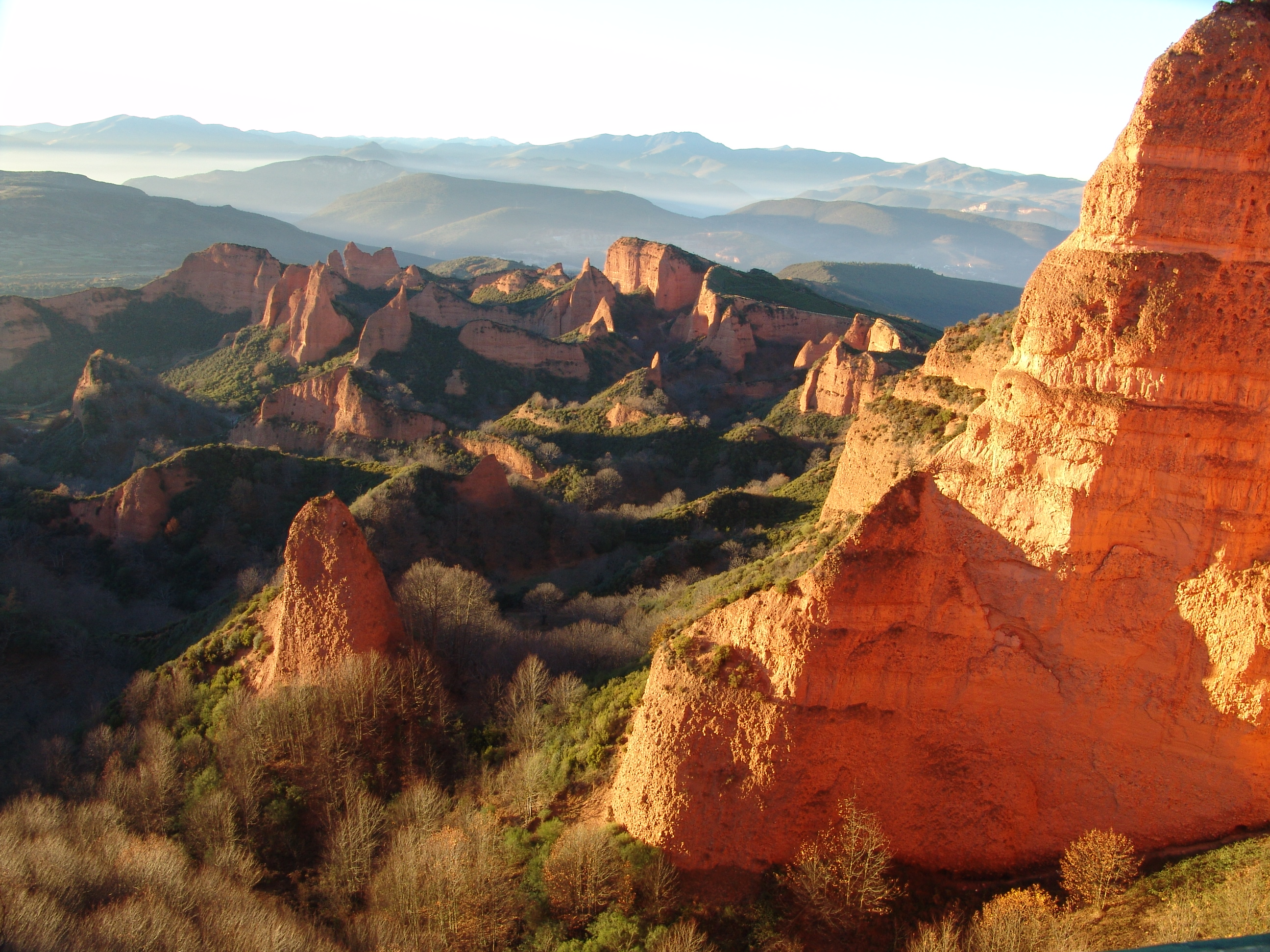
Las Médulas in León

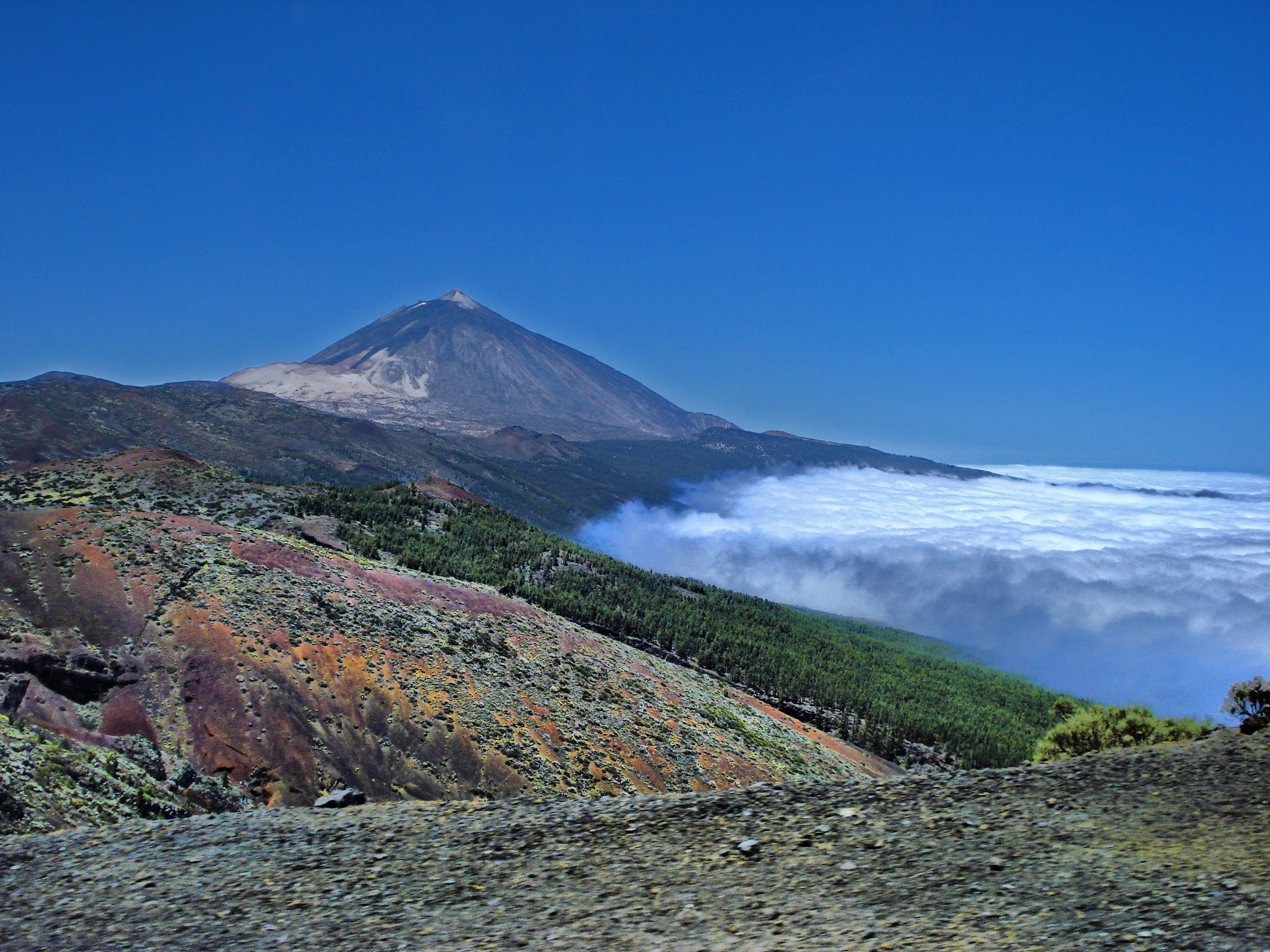
El Teide op Tenerife

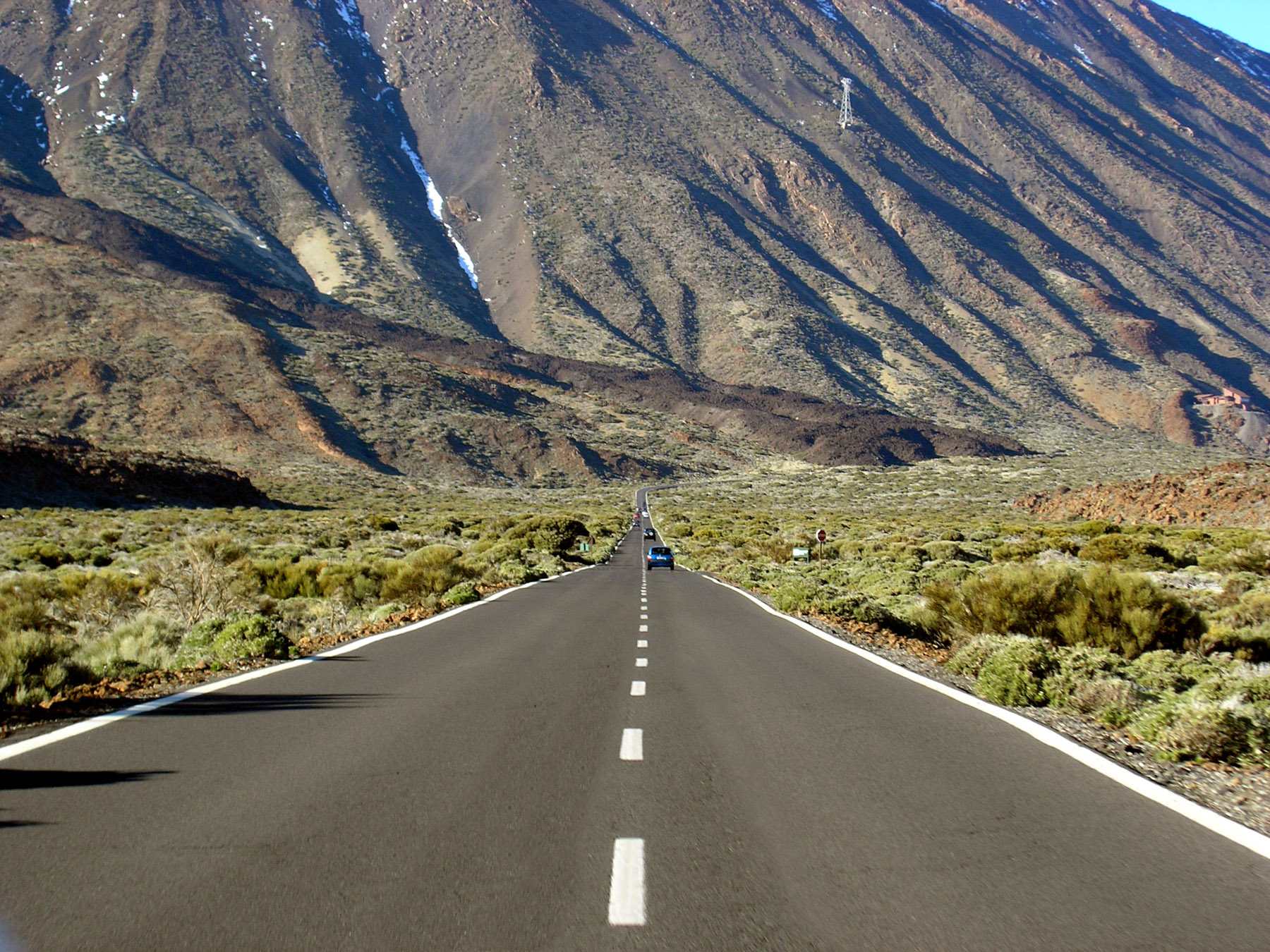
Weg in Parque Nacional del Teide

### Landschapskenmerken
Het landschap van Spanje bestaat voornamelijk uit plateaus, zoals de Spaanse Hoogvlakte, en bergketens zoals de Pyreneeën en de Sierra Nevada. De langste rivieren van het land zijn de Taag, de Ebro, de Duero, de Guadiana en de Guadalquivir. Spanje grenst in het oosten en zuiden aan de Middellandse Zee, in het noorden aan de Cantabrische Zee (het zuidelijk deel van de Golf van Biskaje) en in het westen aan de Atlantische Oceaan.
De vijf grote bergketens van Spanje zijn de Pyreneeën, de Betische cordillera met de Sierra Nevada, het Castiliaans Scheidingsgebergte, de Cantabrisch Gebergte en het Iberisch Randgebergte. De Pyreneeën, die in het westen uitlopen tot in Galicië, zijn ontstaan als gevolg van het botsen van het Iberische subcontinent tegen het Europese continent.
De hoogste bergtoppen van het Spaanse vasteland zijn de 3482 meter hoge Mulhacén in de Sierra Nevada, de 3404 meter hoge Pico de Aneto in de Pyreneeën en de 2648 meter hoge Picos de Europa in het westen. De hoogste berg van heel Spanje is de 3718 meter hoge Pico del Teide op het Canarische eiland Tenerife. Andere prominente bergen in Spanje zijn Bola del Mundo, Circo de la Safor, El Yelmo, Monte Hacho, Montserrat, Monte Perdido, Pica d'Estats, Pozo de las Nieves, Turbón en de Zuilen van Hercules.

### Klimaat
De geografische ligging van Spanje zorgt ervoor dat het noordwesten (Galicië, Asturië, Cantabrië en Baskenland) onder invloed ligt van de zogenaamde straalstromen. Verder heeft Spanje een zeer onregelmatig landschap en is het na Zwitserland het meest bergachtige land van het Europese continent. Dit alles maakt dat men zeer verschillende klimaten (en microklimaten) kan onderscheiden. Grofweg kan het land worden verdeeld in de volgende klimaatzones:
- Noordoost, Middellandse Zeekust (Catalaanse kust, Balearen en de noordelijke helft van het Valenciaanse land): mediterraan klimaat. Warme en soms hete zomers en milde winters, ongeveer 600 millimeter neerslag per jaar in een klein aantal geconcentreerde dagen, zogenaamde Mediterrane buien.
- Zuidoost, Middellandse Zeekust (Alicante, Murcia en Almería): mediterraan klimaat. Hete zomers en milde winters. Erg droog, en bijna woestijnachtig, op sommige plekken slechts 150 millimeter neerslag per jaar, oftewel de droogste plek van Europa.
- Zuid, Middellandse Zeekust (Málaga en de kusten van Granada): subtropisch klimaat. Warme en soms hete zomers, extreem zachte en milde winters. Een gemiddelde jaartemperatuur van bijna 20 graden Celsius, ongekend hoog voor Europese begrippen.
- Vallei van Guadalquivir (Sevilla en Córdoba): lange zomers met extreme hitte en droogte, zachte winters, vrijwel zonder neerslag. Bijna een woestijnklimaat.
- Zuidwest, Atlantische kust (Cádiz en Huelva): warme, maar niet extreem hete zomers, zeer milde winters, relatief (voor dit deel van Europa) veel neerslag.
- Spaanse Hoogvlakte (Madrid, Castilië-La Mancha en Castilië en León): mediterraan klimaat met sterke invloeden van een landklimaat. Lange en hete zomers en koude winters, weinig neerslag.
- Vallei van de Ebro (Zaragoza en het binnenland van Catalonië): zeer hete zomers, koude winters, weinig neerslag. Bijna een landklimaat
- Noord, Atlantische kust (Galicië, Asturië, Cantabrië, Baskenland): zeeklimaat met milde zomers en milde winters, erg veel neerslag (1000-1200 millimeter per jaar)
- Pyreneeën: frisse zomers en koude winters, gematigd nat klimaat, in sommige gebieden een zogenaamd hooggebergteklimaat.
- Canarische Eilanden: subtropisch klimaat met weinig seizoensveranderingen. Het gehele jaar door dezelfde zomerse temperaturen, woestijnachtig op de oostelijke eilanden, iets vochtiger op de westelijker gelegen eilanden. Volgens de universiteit van Syracuse heeft de stad Las Palmas op Gran Canaria het beste klimaat ter wereld.

Spanje wordt echter getroffen door negatieve gevolgen van de klimaatverandering. Ongeveer 20% van het vasteland van Spanje is al woestijn geworden als gevolg van klimaatverandering (zomerse hittegolven) en menselijke verantwoordelijkheid, zoals overexploitatie van water, met name grondwateronttrekking, en 74% loopt het risico op woestijnvorming. Het nationale park Doñana in Andalusië, de thuisbasis van een van Europa's grootste wetlands, wordt bedreigd door intensieve landbouw.

## Demografie

### Bevolkingssamenstelling
Spanje heeft een van de laagste vruchtbaarheidscijfers van Europa.

Bevolkingsdichtheid per provincie (2005).

Aan het begin van de 20e eeuw telde Spanje ongeveer 20 miljoen inwoners; dat aantal is opgelopen tot 50.015.792 (2020). Het land is naar West-Europese maatstaven dunbevolkt (bevolkingsdichtheid: 85,8/km²), en de bevolking is ongelijkmatig verdeeld. De dichtstbevolkte gebieden vindt men aan de verschillende kusten en in de regio van Madrid terwijl het verdere binnenland slechts dunbevolkt is; veel binnenlandse dorpen zijn zelfs vrijwel onbevolkt (vaak alleen nog door oude mensen) doordat jongeren naar de kuststeden en Madrid trekken omdat daar meer en beter werk te vinden is.
De Instituto Nacional de Estadística (INE) is belast met de samenstelling van het bevolkingsregister (censo).
Spanje ontvangt het grootste aantal immigranten van Europa. Van de totale immigratie richting de Europese Unie in 2005 vestigde 38,6% zich in Spanje. Het merendeel van de immigranten is afkomstig uit Zuid-Amerika, Afrika en Oost-Europa.

### Steden en agglomeraties

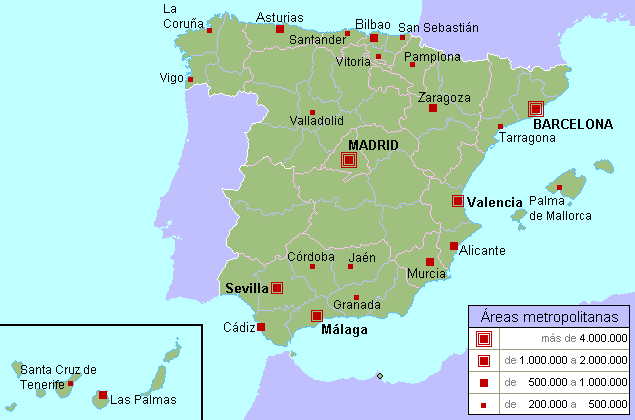
Agglomeraties van Spanje

De volgende lijst bevat de inwonertallen van de grootste steden en agglomeraties in Spanje. Voorsteden van Barcelona of Madrid, zoals onder meer Terrassa, Móstoles en Alcalá de Henares zijn niet in deze lijst opgenomen.
| Naam              | Inwoners (2014) | Rang inw. | Agglomeratie (2005)  | Rang aggl. | Autonome gemeenschap |
| ----------------- | --------------- | --------- | -------------------- | ---------- | -------------------- |
| Madrid            | 3.165.235       | 1         | 6.095.439            | 1          | Madrid               |
| Barcelona         | 1.602.386       | 2         | 5.239.927            | 2          | Catalonië            |
| Valencia          | 786.424         | 3         | 1.832.274            | 3          | Valencia             |
| Sevilla           | 696.676         | 4         | 1.317.098            | 4          | Andalusië            |
| Zaragoza          | 666.058         | 5         | 683.783              | 9          | Aragón               |
| Málaga            | 566.913         | 6         | 1.074.057            | 5          | Andalusië            |
| Murcia            | 439.712         | 7         | 563.272              | 11         | Murcia               |
| Palma de Mallorca | 399.093         | 8         | 474.035              | 13         | Balearen             |
| Las Palmas        | 382.283         | 9         | 616.903              | 10         | Canarische Eilanden  |
| Bilbao            | 346.574         | 10        | 947.581              | 6          | Baskenland           |
| Alicante          | 332.067         | 11        | 710.448 (met Elche)  | 8          | Valencia             |
| Córdoba           | 328.041         | 12        | 351.584              | 15         | Andalusië            |
| Valladolid        | 306.830         | 13        | 513.894              | 12         | Castilië en León     |
| Vigo              | 295.703         | 14        | 423.821              | 14         | Galicië              |
| Gijón             | 275.699         | 15        | 855.159 (met Oviedo) | 7          | Asturië              |

### Talen
Om de taal die in het Nederlands Spaans heet te benoemen, kan men twee woorden gebruiken: español (Spaans) of castellano (Castiliaans, uit Castilië). Beide termen worden in Spanje door elkaar gebruikt, afhankelijk van de regio (in Andalusië zegt men vooral español, in Catalonië vrijwel nooit), maar betekenen hetzelfde. Het meest pure Spaans wordt volgens vele Spanjaarden gesproken in en rondom Valladolid.
Spaans wordt wereldwijd door meer dan 400 miljoen mensen als eerste taal gesproken. Hiermee is het, in termen van moedertaalsprekers, de tweede wereldtaal na het Mandarijn. Spaans is na het Engels de meest gestudeerde taal. Het is een van de zes officiële talen van de Verenigde Naties en van 22 andere organisaties waaronder de Europese Unie en de Wereldhandelsorganisatie. De verschillende talen die in Spanje worden gesproken zorgen regelmatig voor verwarring in het buitenland, waar men het vaak heeft over dialecten. Het gaat echter om in totaal vijf officiële talen (Spaans, Catalaans, Baskisch, Galicisch en Aranees) en twee niet-officiële talen (Asturisch en Aragonees). Het Spaans is de enige officiële nationale taal van Spanje. De overige vier zijn officiële regionale talen, die in sommige gebieden ook de dominante taal zijn.
Artikel III van de Spaanse Grondwet uit 1978 luidt als volgt:
Castiliaans (Spaans) is de officiële taal van de Spaanse Staat. (...) De andere Spaanse talen zijn ook officieel in de respectievelijke Autonome Gemeenschappen...
| ■ Castiliaans (Spaans) ■ Catalaans ■ Baskisch ■ Asturisch (en Extremeens-dialecten) | ■ Galicisch ■ Aragonees ■ Aranees (dialect van het Occitaans) |

Talen in Spanje:

De vier officiële regionale talen van Spanje zijn:
- Catalaans (Spaans: Catalán, Catalaans: Català): wordt gesproken door iets meer dan 18% van de totale bevolking, oftewel 7,5 miljoen inwoners in Catalonië, de Balearen en de Comunidad Valenciana. Strikt taalkundig gezien is het Catalaans dat in Valencia wordt gesproken geen Catalaans maar Valenciaans[bron?] (Spaans: Valenciano Catalaans: Valencià). Tegenwoordig zijn er in de praktijk echter vrijwel geen verschillen meer te onderscheiden.
- Baskisch (Spaans: Vasco, Baskisch: Euskara): wordt gesproken door iets meer dan 1 miljoen mensen in Baskenland en Navarra, 2,3% van de totale Spaanse bevolking. De Baskische taal vertoont geen enkele gelijkenis met welke andere taal dan ook.
- Galicisch (Spaans: Gallego, Galicisch: Galego): wordt gesproken door iets meer dan 2,5 miljoen mensen, 5,7% van de totale Spaanse bevolking in Galicië, en delen van León en Asturië. De taal lijkt meer op Portugees dan Spaans.
- Aranees (Spaans: Aranés): wordt gesproken door slechts 4000 mensen in de Val d'Aran in Catalonië. Taalkundig gezien is Aranees een dialect van het Occitaans, dat voor het overige vooral in Frankrijk wordt gesproken.

Het Spaans, Catalaans, Galicisch en Aranees zijn Romaanse talen die hun oorsprong hebben in het Latijn. Binnen elk van deze talen bestaan verschillende dialecten.
De twee niet-officiële regionale talen zijn:
- Asturisch (Spaans: Asturiano, Asturisch: Asturianu) wordt gesproken door ongeveer 100.000 mensen en wordt in Asturië wettelijk beschermd. Het is geen dialect van het Spaans, maar een aparte taal, en wordt in verschillende gebieden gesproken: Asturië, León, Zamora, Salamanca (daar heet de taal “llionés), Extremadura (daar heet de taal “extremeñu”) en Cantabrië (daar heet de taal “montañés”).
- Aragonees (Spaans: Aragonés, Aragonees: Aragonés): wordt gesproken door slechts 10.000 mensen in de provincie Huesca in Aragón. Ongeveer 40.000 mensen kennen de taal of hebben het geleerd (neo-fabláns), meestal in Zaragoza en Huesca. In de rest van Aragón, zuiden van Navarra en sommige gebieden in Valencia en Castilië-La Mancha, wordt het vaak met het Spaans vermengd. Het Aragonees stamt af van het Latijn.

De vier officiële regionale talen van Spanje spelen een relatief grote rol, zowel op regionaal als op nationaal niveau. Ter vergelijking; in Spanje spreekt 24% van de bevolking een van de vier officiële regionale talen, dat komt neer op bijna 11 miljoen inwoners. In Nederland wordt de enige officiële regionale taal, het Fries, door 400.000 inwoners oftewel slechts 2,4% van de bevolking gesproken.
Spanje kent buiten de genoemde talen talloze dialecten en streektalen. Het beste voorbeeld daarvan is het Spaans dat wordt gesproken in Andalusië door ongeveer 7 miljoen mensen, met grote verschillen in vocabulaire en uitspraak. Het zogenaamde Andaluz (Andalusisch) is voor andere Spanjaarden moeilijk te verstaan. Het Valenciaans, een variant van het Catalaans gesproken in de gelijknamige regio, wordt door veel Valencianen zelf zelfs als een aparte taal beschouwd.

### Religie

#### Christendom

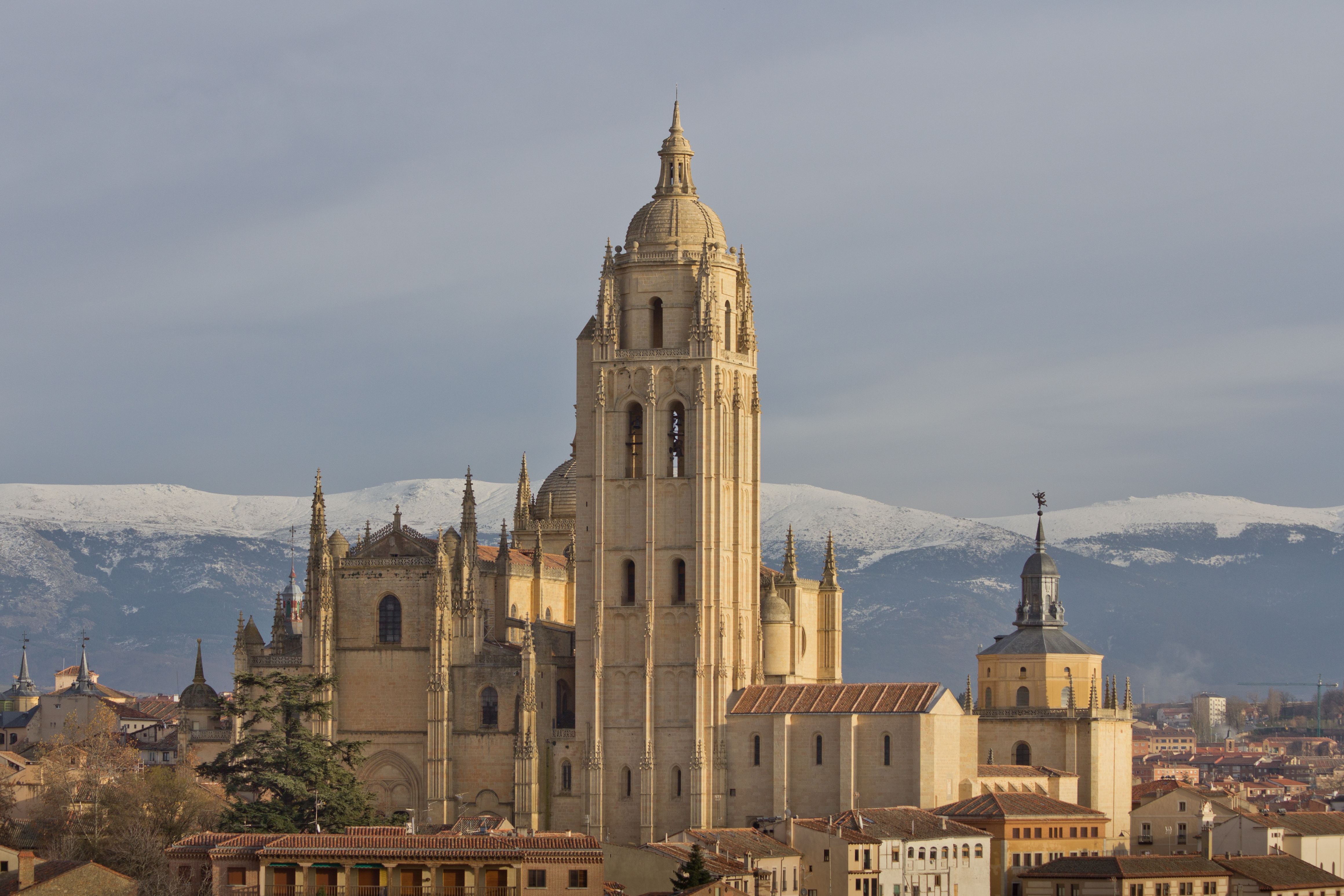
De kathedraal van Segovia

De dominante religie in Spanje is het rooms-katholicisme en het is een traditioneel rooms-katholiek land. Volgens een volkstelling van 2010 beschouwt 70,5% van de bevolking zich als katholiek. 0,2% is protestant, 2,3% is islamitisch, 0,4% heeft een andere religie en 26,6% is areligieus.
De rooms-katholieke kerk in Spanje heeft zich in de Burgeroorlog principieel achter de door Franco geleide opstandelingen gesteld en verkreeg na het eind daarvan een officiële status in het landsbestuur. Deze geprivilegieerde status werd vastgelegd in het Concordaat dat in 1953 tussen de Spaanse regering en het Vaticaan werd gesloten. Ten gevolge van het Tweede Vaticaans Concilie (1962-1965) werd in de Spaanse Kerk het bewustzijn levend dat het samengaan met de staatsmacht afbreuk doet aan de evangelische verkondiging. De resoluties van het concilie hadden tot gevolg dat godsdienstvrijheid door de regering werd aanvaard en wettelijk werd erkend in de 'Ley de libertad religiosa' (28 juni 1967). Volgens artikel 16 van de grondwet van 1978 heeft geen enkele godsdienst het karakter van een staatsgodsdienst. In januari 1979 werd het Concordaat opgeheven; er werden vier akkoorden door Spanje en het Vaticaan ondertekend waarin de positie van de rooms-katholieke kerk in Spanje op vier terreinen (juridisch, cultureel, economisch en militair) is geregeld.
De territoriale indeling van de rooms-katholieke kerk omvat in totaal 63 aartsbisdommen en bisdommen die tezamen elf kerkprovincies vormen. De aartsbisdommen Madrid-Alcalá en Barcelona hebben geen suffragaanbisdommen en vallen rechtstreeks onder de H. Stoel. Primaat van Spanje is de aartsbisschop van Toledo.
In de laatste decennia is het aantal praktiserend gelovigen gedaald. Volgens een onderzoek van The New York Times in 2005 gaat 18% van de bevolking regelmatig naar een kerkdienst. Binnen het deel van de bevolking dat wel religieus actief is zijn, net als in de meeste Europese landen, verschillende maten en niveaus van daadwerkelijke betrokkenheid te onderscheiden.
De heiligen Jakobus de Meerdere, Johannes van Ávila en Theresia van Ávila zijn de beschermheiligen van Spanje.
Protestanten, moslims en joden vormen kleine minderheden. Er bestaan een aantal protestantse bevolkingsgroepen, waarvan geen enkele uit meer dan 50.000 personen bestaat. Ook zijn er ongeveer 52.000 mormonen.

#### Niet-christelijke religies
Tot aan het begin van de 16de eeuw was de bevolking van het huidige Spanje religieus divers. Zo woonden er naast christenen relatief grote groepen moslims en joden.

##### Islam

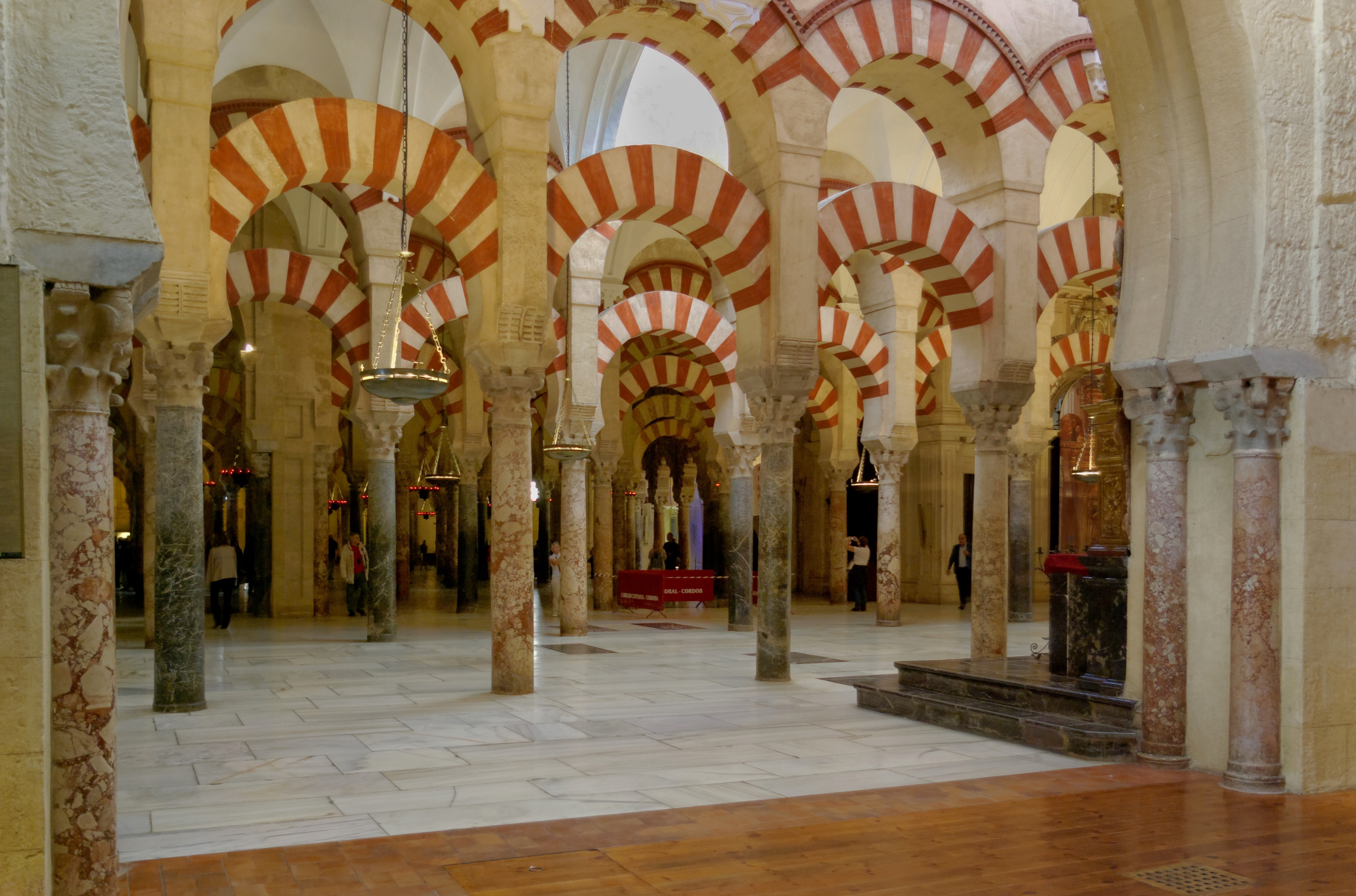
De Mezquita in Córdoba, nu in gebruik als kathedraal, maar oorspronkelijk een moskee

De islam was de religie van de Moren die in het begin van de 8ste eeuw vanuit Noord-Afrika het huidige Spanje binnengevallen waren en grote delen van het Iberisch Schiereiland onder hun invloed brachten. Het rijk dat zij daar stichtten werd Al-Andalus genoemd. Hun heerschappij in het huidige Spanje duurde tot 1492 toen het laatste Moorse bolwerk Granada als deel van de Reconquista door de katholieke koningen veroverd werd. Hiermee eindigde nog niet meteen de aanwezigheid van moslims in het huidige Spanje, hoewel wel wordt aangenomen dat de meeste moslims het Iberisch Schiereiland als gevolg van de Reconquista verlieten. Pas enige jaren na 1492 werden de overgebleven moslims gedwongen zich alsnog tot het christendom te bekeren, dan wel het land te verlaten. Zij die zich tot het christendom bekeerden, werden conversos of moriscos genoemd. Zij die het land alsnog verlieten, vertrokken vooral naar Noord-Afrika. Heden ten dage neemt het aantal moslims in Spanje als gevolg van immigratie en bekering toe.

##### Jodendom

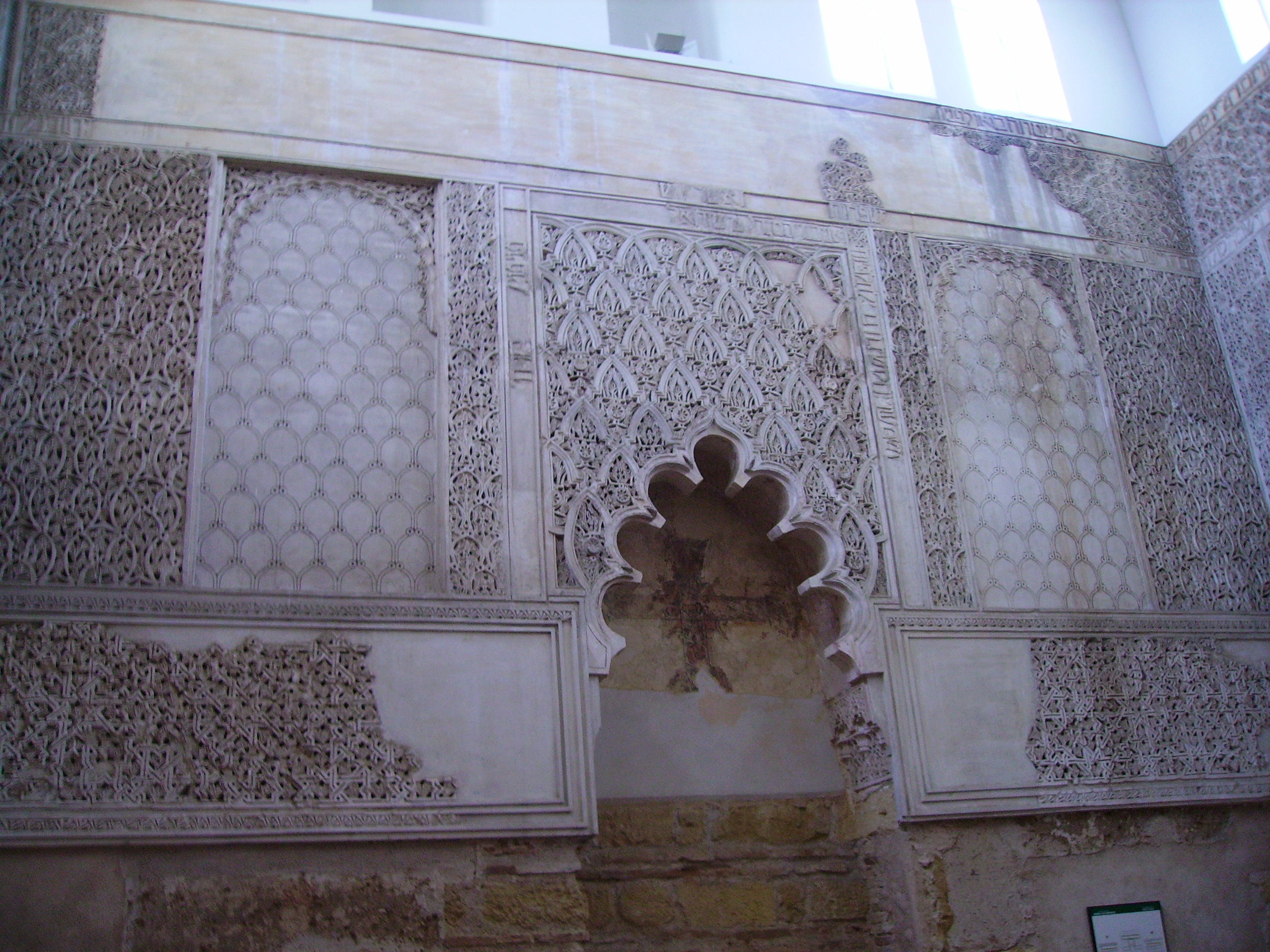
De voormalige synagoge van Córdoba

De aanwezigheid van joden in het huidige Spanje gaat terug tot het begin van onze jaartelling. Men vermoedt dat het aantal joden met name in de tijd dat het huidige Spanje deel uitmaakte van het Romeinse Rijk aanzienlijk is toegenomen. Zij vormden een aanzienlijke minderheid van de totale bevolking van Spanje. De aanwezigheid van de Sefardim, zoals deze Iberische joden genoemd worden, in het huidige Spanje eindigde in het jaar 1492 toen de katholieke koningen het zogenoemde Verdrijvingsedict uitvaardigden. Als gevolg van dit edict werden alle Sefardim gedwongen zich tot het christendom te bekeren of het land te verlaten. Zij die zich tot het christendom bekeerden, werden conversos of denigrerend maranen (of zwijnen) genoemd. Zij en hun nakomelingen waren nadien veelvuldig het slachtoffer van de Spaanse Inquisitie. Zij die het land verlieten, vertrokken vooral naar Portugal (waar zij een aantal jaren nadien voor dezelfde keuze gesteld werden), het Ottomaanse Rijk en Noord-Afrika, en in kleinere aantallen uiteindelijk ook naar de Nederlanden.

## Politiek

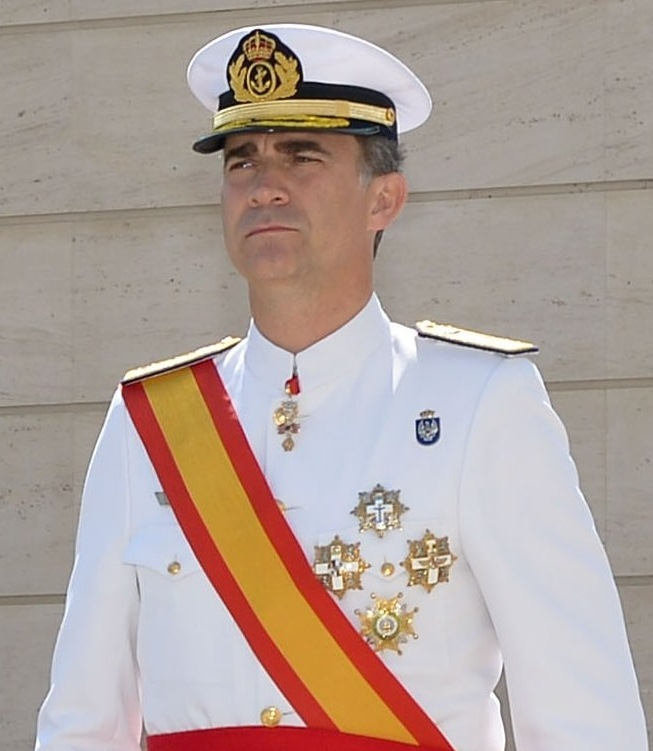
De koning van Spanje, Felipe VI, is ook de Chef van Defensie

### Politieke structuur
Spanje is een constitutionele monarchie, met koning Felipe VI als staatshoofd.
De uitvoerende macht bestaat uit de regering met verschillende ministers onder leiding van de premier of president van de regering (Presidente del Gobierno). Sinds 1 juni 2018 is de sociaaldemocratische Pedro Sánchez van de PSOE premier van Spanje. Zijn voorganger, Mariano Rajoy Brey van de Partido Popular, moest op die dag vertrekken nadat Sánchez met succes een motie van wantrouwen tegen hem had ingediend.
De staatsraad adviseert de regering gevraagd of ongevraagd.
De wetgevende macht bestaat uit twee kamers, de zogenaamde Cortes Generales: het hogerhuis (de Senado) en het lagerhuis (het Congreso de los Diputados). Het aantal zetels per kamer kan na verkiezingen wijzigen.
De rechterlijke macht bestaat uit de verschillende rechtbanken en tribunalen, met verschillende rechters die de autoriteit hebben om in naam van de koning de justitie in het land te handhaven.

### Bestuurlijke indeling

De autonome gemeenschappen en steden van Spanje

Spanje is bestuurlijk gezien een bondsstaat waarin de macht zeer gedecentraliseerd wordt uitgevoerd, het is het meest gedecentraliseerde land van de Europese Unie. Het land bestaat uit twee autonome steden (Spaans: Ciudades Autónomas), Ceuta en Melilla, en 17 autonome gemeenschappen (Comunidades Autónomas).
De mate van autonomie verschilt per gemeenschap. Bijna alle gemeenschappen zijn weer onderverdeeld in provincies. De provincies van Spanje zijn onderverdeeld in comarca's, die op hun beurt in gemeenten zijn opgedeeld.
De verschillende mate van autonomie is te verklaren uit de grote behoefte aan autonomie in de regio's Catalonië, Baskenland en Galicië, omdat deze drie elk een sterke eigen identiteit en taal hebben. Zij kregen hierdoor in een eerder stadium meer eigen rechten toegewezen dan de overige regio's. Deze drie regio's vallen dus onder het zogenaamde "speciale regime", waarbij de lokale taal een officiële status heeft. De verhoudingen van de regionale regeringen van het Baskenland en Catalonië (de Generalitat de Catalunya) met de centrale regering in Madrid zijn vaak gespannen en soms zelfs problematisch. De autonomie van deze regio's kan onder meer van toepassing zijn op het lokale zorgstelsel, belastingstelsel, onderwijs en veiligheid. Catalonië, Navarra en Baskenland hebben bijvoorbeeld elk een eigen politieorgaan (resp. Mossos d'Esquadra, Policía Foral en Ertzaintza).

### Politieke partijen

#### Landelijke partijen
Een aantal partijen is landelijk actief, al dan niet door middel van allianties met regionale partijen.
- Ciudadanos (C's)
- Izquierda Unida (IU)
- Partido Socialista Obrero Español (PSOE)
- Partido Popular (PP)
- Podemos (PODEMOS)
- Unión Progreso y Democracia (UPyD)
- Vox

#### Regionale partijen
Door de gedecentraliseerde staatsinrichting hebben regionale partijen vaak op nationaal niveau ook nog een bepaalde mate van invloed. Zo heeft een aantal van hen ook zitting in het nationale congres en in de senaat, beide in Madrid.
Andalusië
Candidatura Unitaria de Trabajadores
Aragon
Partido Aragonés (PAR)
Chunta Aragonesista (CHA)
Teruel Existe (TE)
Asturië
Foro Asturias
Baskenland
Batasuna (verboden)
Eusko Alderdi Jeltzalea (PNV in het Castiliaans)
Canarische eilanden
Canarische Coalitie (CC)
Catalonië
Candidatura d'Unitat Popular (CUP)
Convergència i Unió (CiU)
Esquerra Republicana de Catalunya (ERC)
Iniciativa per Catalunya Verds (ICV)
Partit dels Socialistes de Catalunya (PSC, vaak in een adem genoemd met de nationale arbeiderspartij: PSC-PSOE)
Plataforma per Catalunya (PxC)
Solidaritat Catalana per la Independència (SI)
Galicië
Bloque Nacionalista Galego (BNG)
Navarra
Nafarroa Bai (NaBai)

#### Historische partijen
- Acción Republicana
- Andalusische Bevrijding (Regionaal)
- CEDA
- Estat Català (Regionaal)
- Falange Española
- Izquierda Republicana
- Partido Nacional Republicano
- POUM
- Partido Republicano Conservador
- Partido Republicano Radical
- Republikeinse Unie

### Vakbonden
Hoewel het aantal leden van vakbonden tegenwoordig relatief laag ligt, hebben vakbonden in het verleden een grote rol gespeeld in Spanje. Met name in de aanloop tot en tijdens de burgeroorlog, en in een latere fase van het regime van Francisco Franco zijn ze zeer invloedrijk geweest. Enkele belangrijke koepelorganisaties van vakbonden vandaag de dag zijn:
- CC.OO. (communistisch)
- CGT (anarchistisch)
- CNT (anarchistisch)
- UGT (socialistisch)
- USO (katholiek)

Tijdens het regime van Franco was de enige toegestane vakbond de OSE (in de volksmond sindicato vertical genoemd).

## Economie

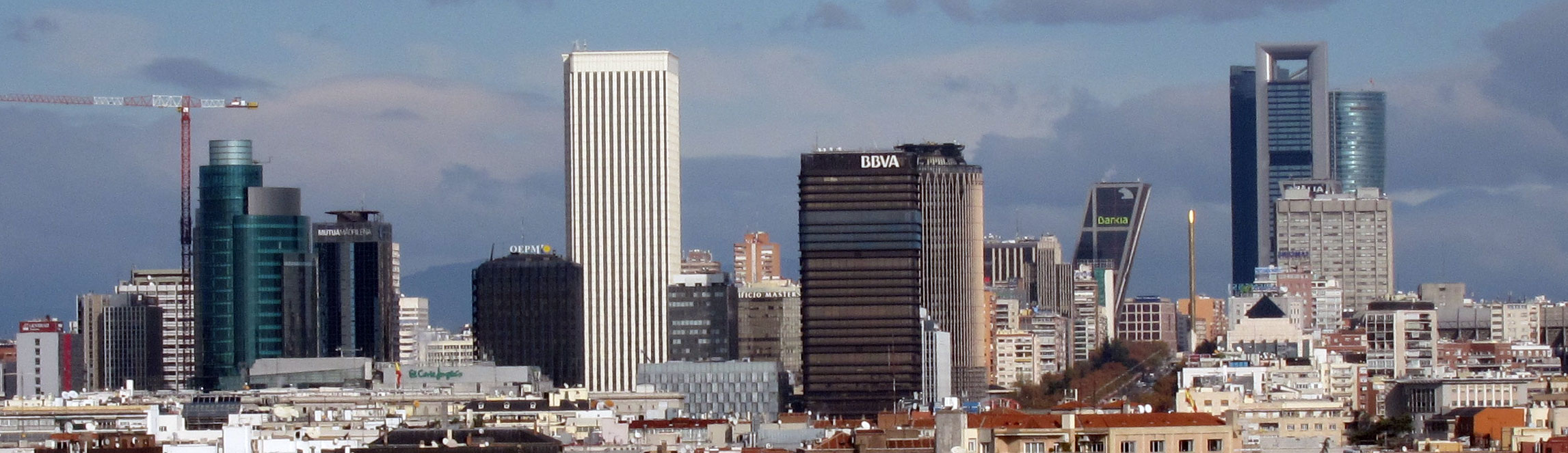
Skyline en zakencentrum van Madrid

Spanje staat sinds de jaren zestig van de 20e eeuw bekend als vakantiebestemming. Tijdens het politiek geïsoleerde regime van Francisco Franco, dat in 1939 begon en eindigde met Franco's dood in 1975, vond enige modernisering plaats in een sterk gereguleerde economie, maar niet genoeg om eeuwen van relatieve achteruitgang goed te maken. Het land kon in de jaren 80 beginnen aan een inhaalslag en groeide uit tot een van de belangrijkste economieën van Europa. In 2018 had Spanje een bbp van $ 1864 miljard en een gemiddeld inkomen van $ 40.290 per inwoner. De Spaanse economie is daarmee de vijfde economie van Europa en de dertiende ter wereld. Volgens de Wereldbank had Spanje in 2004 nog de achtste economie van de wereld. De levensverwachting van de Spaanse bevolking is een van de drie hoogste ter wereld. De levenskwaliteit is ook uitstekend en overtreft volgens het Britse weekblad The Economist die van landen als Canada, Frankrijk en de Verenigde Staten. Steeds meer Spaanse bedrijven draaien mee in de wereldtop op het gebied van geavanceerde technologieën zoals vliegtuigbouw, informatica, biotechnologie, zonne-energie en infrastructuurtechniek.
Spanje is een belangrijke landbouwproducent in Europa. Enkele producten in deze sector zijn citroenen, sinaasappels, olijven en olijfolie, noten en druiven. Ook de wijnbouw in Spanje is een belangrijke economische factor.
Het land is hard door de economische crisis getroffen en de werkloosheid is de op een na hoogste in de EU (2015). Dit is voornamelijk te wijten aan de instorting van de Spaanse huizenmarkt. Naar verwachting zal Spanje jaren nodig hebben om uit de economische crisis te komen, wat langer is dan de meeste andere lidstaten van de Europese Unie. Ter beperking van de schade aan de economie heeft de regering van Zapatero in januari 2009 het 'Plan E' afgekondigd, dat in maart 2011 is opgevolgd door wetgeving die het economisch herstel een duurzame vorm moet geven. In het najaar van 2011 raakte het land in acute problemen als gevolg van toenemende risicopremies in de rentes op Spaanse staatsschulden. De ECB moest er toe overgaan om op de secundaire markt omvangrijke aankopen van Spaanse staatsobligaties te doen. De Spaanse overheid werd gedwongen een zwaar bezuinigingsprogramma aan te nemen.

### Energievoorziening
Spanje produceerde 35 miljoen ton olie-equivalent (Mtoe, 1 Mtoe = 11,63 TWh) in 2014, vooral met kernenergie (42%) en duurzame energie (52%). Dat was niet genoeg voor de energievoorziening, het TPES (total primary energy supply) was 115 Mtoe. Het land importeerde 92 Mtoe fossiele brandstof meer dan het exporteerde.
Van de energie ging ongeveer 35 Mtoe verloren bij conversie, vooral bij elektriciteitsopwekking uit fossiele en nucleaire brandstof. 4 Mtoe werd gebruikt voor niet-energetische producten zoals smeermiddelen, asfalt en petrochemicaliën. Voor eindgebruikers resteerde 75 Mtoe waarvan 20 Mtoe aan elektriciteit.
De uitstoot van kooldioxide was 232 megaton, dat is 5 ton per persoon. Dit is relatief laag voor een rijk en geïndustrialiseerd land. Het wereldgemiddelde was 4,5 ton per persoon.
In de periode 2012-2014 daalde het eindgebruik met 6%. Waterkracht steeg met 78% en zonne- en windstroom groeiden met 7%. Samen leverden deze bronnen 39% van alle elektriciteit aan eindgebruikers in 2014.

### Toerisme

Aquaduct van Segovia

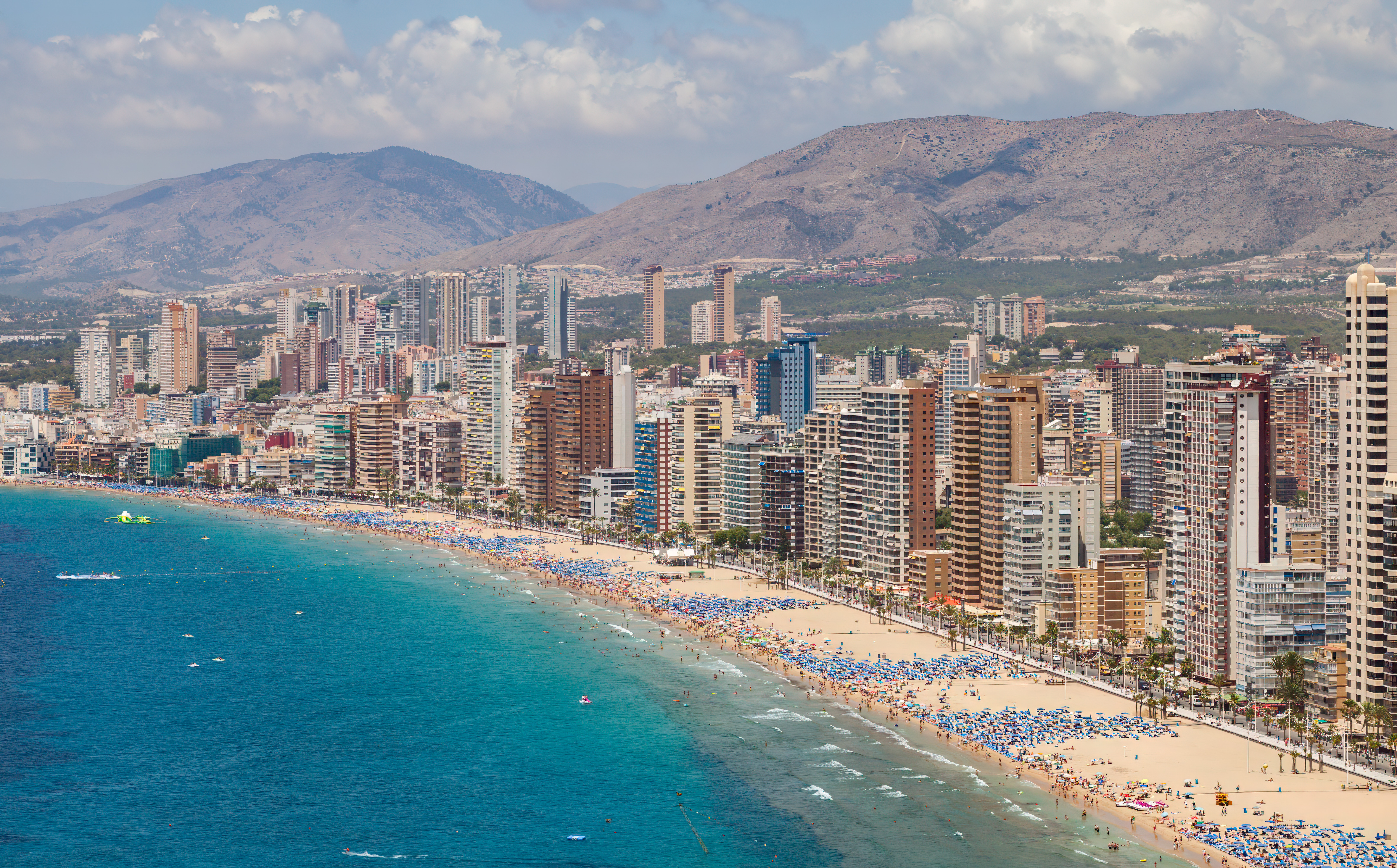
Benidorm is een van de vele Spaanse badplaatsen

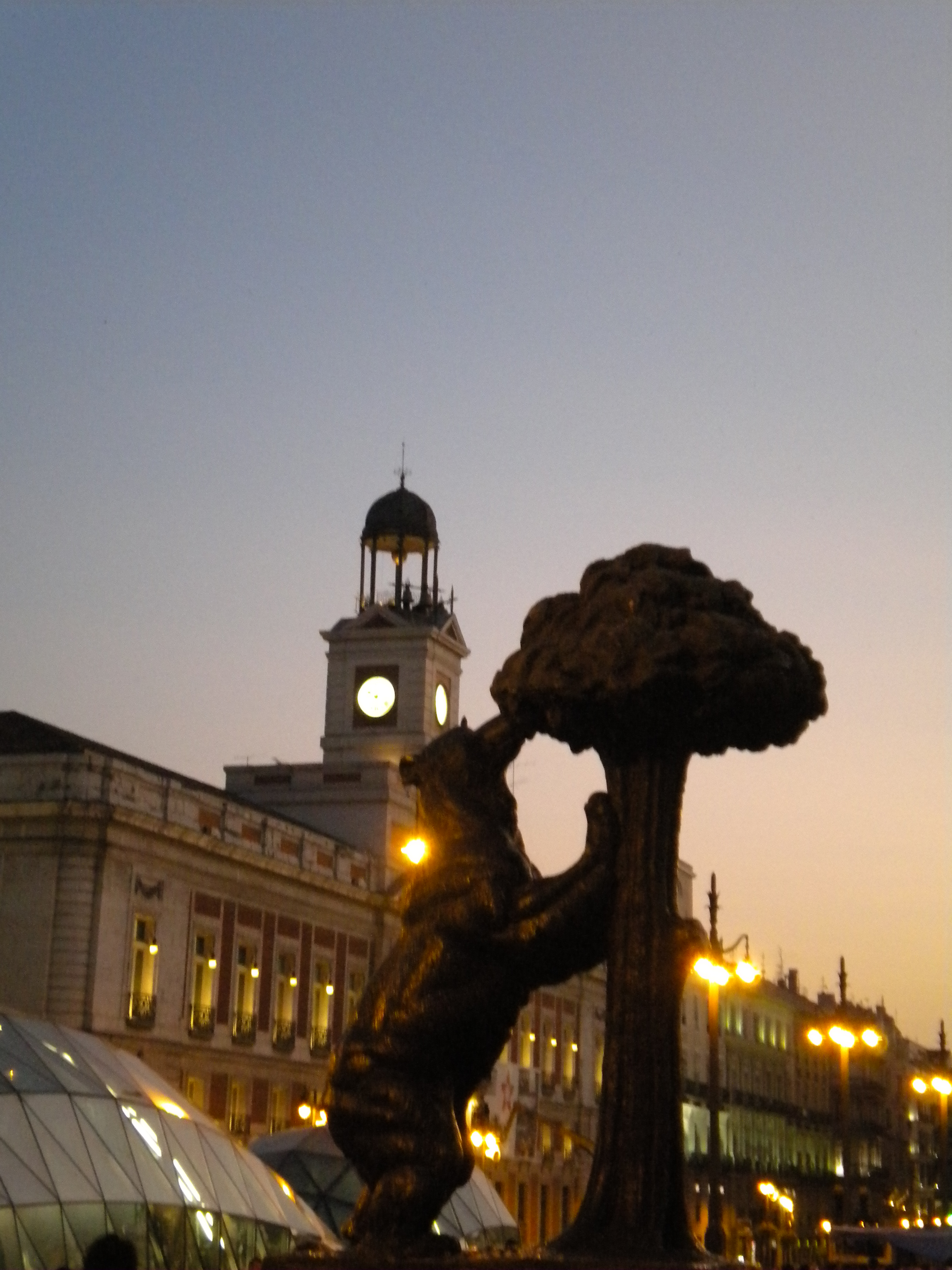
De Oso y Madroño op Puerta del Sol. Op de achtergrond de klok van het Casa de Correos

Het grootste deel van de toeristen in Spanje is zelf Spaans. Spanje is ook het land met het op twee na grootste aantal buitenlandse toeristen per jaar, na Frankrijk en de Verenigde Staten. Het toerisme kwam op in de jaren 60 en 70 van de 20e eeuw. Het aantal buitenlandse toeristen steeg van minder dan 700.000 in 1951 naar 4 miljoen in 1959, 34 miljoen in 1973 en 40 miljoen begin jaren 80. In 2012 werd Spanje volgens de World Tourism Rankings van de UNWTO bezocht door 57,7 miljoen toeristen. Dit was een stijging van 9,3% ten opzichte van 2010. In 2013 steeg het aantal toeristen met 5,6% naar 60,7 miljoen.
Catalonië (Barcelona, Costa Brava, Costa Dorada, Pyreneeën) is veruit het meest toeristische deel van het land: meer dan 25% van de buitenlandse toeristen in Spanje bezocht deze regio in 2005, gevolgd door de Balearen (9,4 miljoen buitenlandse toeristen), en de Canarische Eilanden (8,6 miljoen buitenlandse toeristen).
Ongeveer twee derde van de buitenlandse toeristen komt uit slechts drie landen; 29% uit het Verenigd Koninkrijk, 18% uit Duitsland en 16% uit Frankrijk (vooral naar Catalonië). Nederlandse en Belgische toeristen maken respectievelijk slechts 4% en 3% van het totaal uit.
In sommige delen van Spanje, met name in Barcelona, leidt het grote aantal toeristen inmiddels tot het opkomen van protestbewegingen en demonstraties. De sterke opkomst van platforms als Airbnb is hier mede debet aan.
Binnenlandse, oftewel Spaanse, toeristen gingen in 2005 vooral naar Madrid (20,7 miljoen toeristen of 18,5% van het totaal), gevolgd door Catalonië met 17,7 miljoen mensen (15,8%) en Andalusië met 16,7 miljoen mensen. (15,0%).

### Vervoer
Spanje heeft 105 vliegvelden voor burgerluchtvaart, waarvan slechts 33 ook internationale vluchten ontvangen. De belangrijkste zijn de luchthaven Barajas in Madrid en luchthaven El Prat van Barcelona. Luchthaven Barajas is in 2005 enorm uitgebreid en had na de uitbreiding de grootste luchthaventerminal ter wereld. De bedoeling is dat het een van de belangrijkste luchthavens van Europa wordt, anno 2015 verwerkt het ongeveer 50 miljoen passagiers per jaar. De belangrijkste luchtvaartmaatschappijen van Spanje zijn Iberia Airlines, Air Europa en Vueling Airlines.

### Spoorwegen

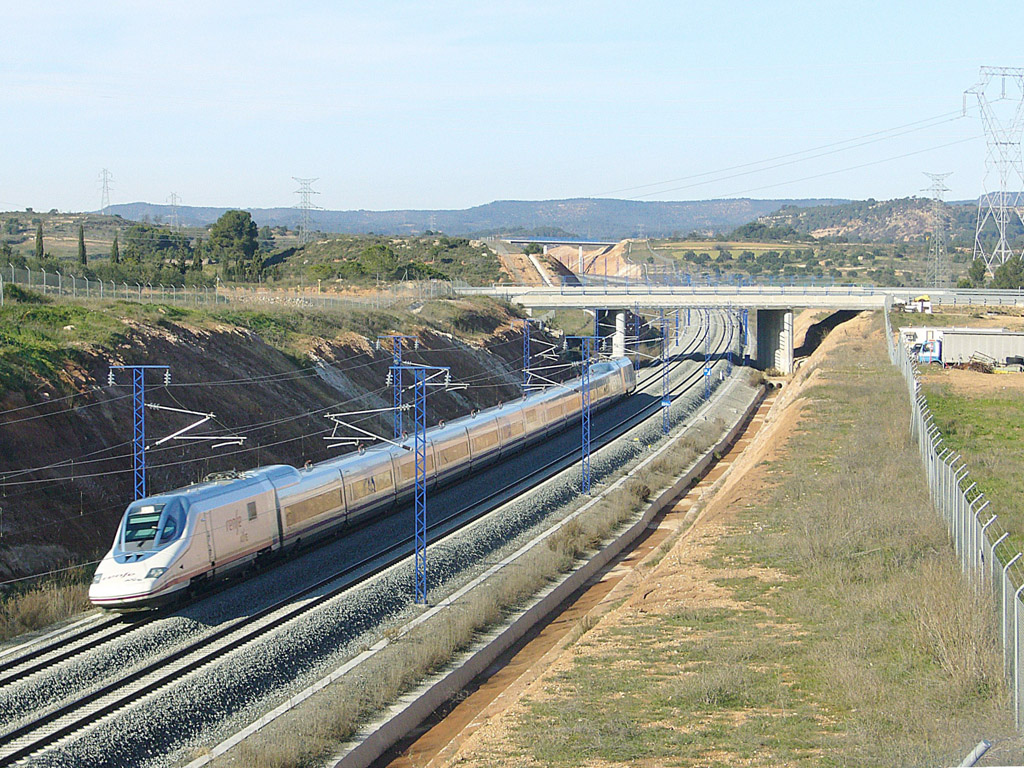
Een AVE-hogesnelheidstrein op het traject Madrid-Barcelona

Er bestaan spoorverbindingen naar vrijwel alle steden van het land. Omdat de spoorwijdte in Spanje (Iberisch breedspoor) historisch anders is dan in de rest van West-Europa, zijn er vooralsnog alleen directe aansluitingen mogelijk op het Franse spoorwegnet via het hogesnelheidsnetwerk (op normaalspoor). Dit maakt dat er bij de twee reguliere internationale aansluitingen langs de Pyreneeën, bij de grens van trein gewisseld moet worden.
Naast de vroegere monopolist Renfe zijn er verschillende andere vervoerders actief op delen van het spoorwegnetwerk, Op het hogesnelheidsnetwerk speelt de concurrentie.
Het hogesnelheidsnetwerk van Spanje is sinds 2013 het langste van Europa en na China het langste ter wereld, en heeft een totale lengte van meer dan 3100 km. Het verbindt de belangrijkste steden. Hogesnelheidstreinen van verschillende vervoerders rijden er maximaal 310 km per uur. Sinds 2013 is er een internationale hogesnelheidsverbinding naar Perpignan in Frankrijk. Sindsdien is het mogelijk om met de hogesnelheidstrein van Spanje rechtstreeks tot Parijs te reizen.
Een volwaardige metro is er in drie Spaanse steden: de twee grootste in Barcelona en Madrid, en verder als derde in Bilbao. Een lichte metro is er in Sevilla, Valencia en Palma de Mallorca.
Er zijn ruim 15 Spaanse steden met een tramnetwerk, soms deels ondergronds.

### Wegverkeer
Het autosnelwegnetwerk had per 31 december 2012 een totale lengte van 16.335 km.

### Scheepvaart
De belangrijkste zeehaven van Spanje is de haven van Algeciras aan de Straat van Gibraltar. Andere belangrijke havens zijn die van Valencia, Barcelona en Bilbao.

## Onderwijs

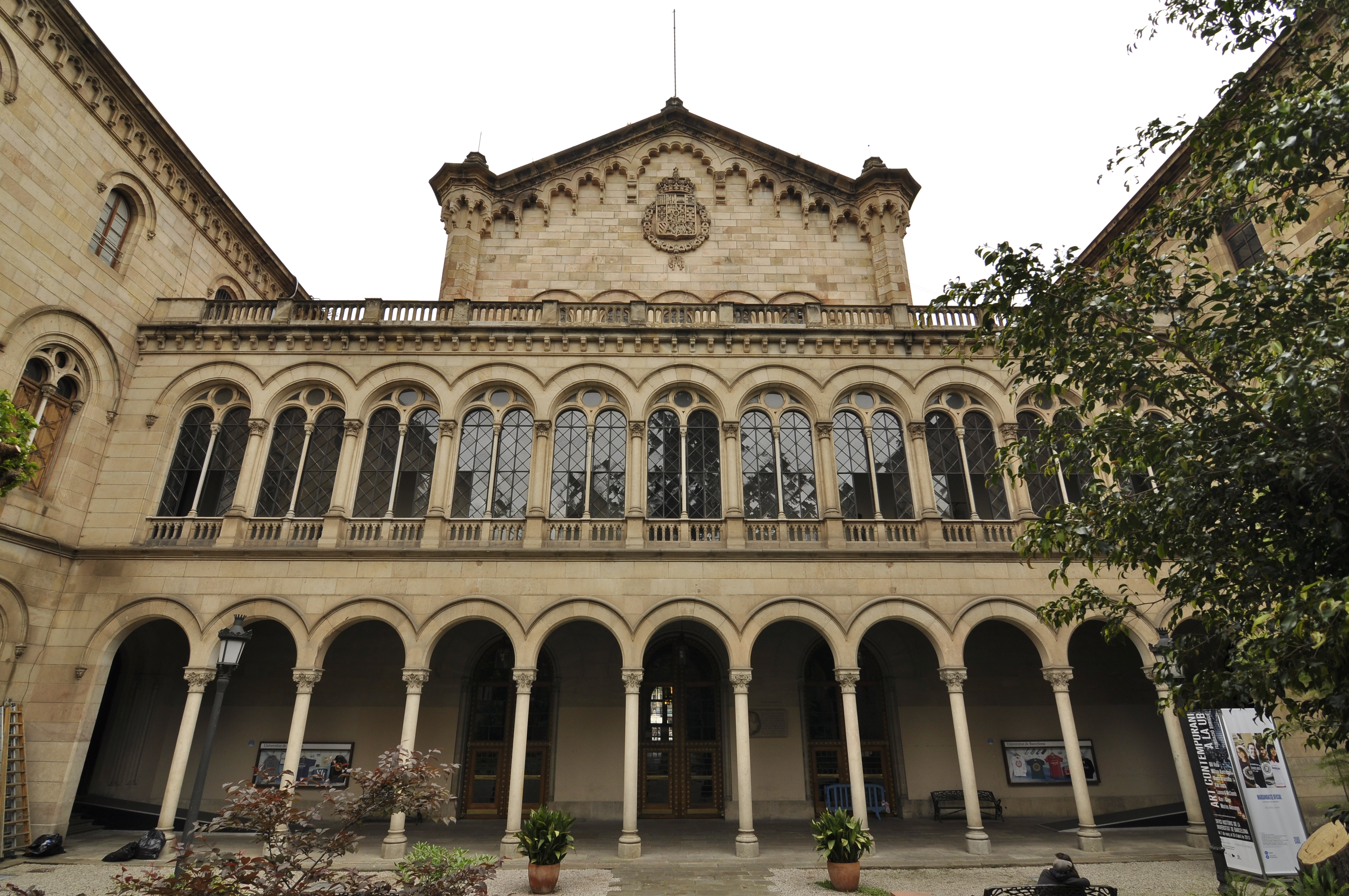
Het historische hoofdgebouw van de Universiteit van Barcelona, opgericht in 1450 en een van de meest prestigieuze universiteiten buiten de Engelssprekende wereld.

Spanje heeft een uitgebreid netwerk van scholen en universiteiten, sommigen instellingen zijn eeuwenoud en vermaard.
Tot de bekendste instellingen behoren:
- Universiteit van Barcelona
- Universiteit van Salamanca
- Complutense-universiteit van Madrid
- Polytechnische Universiteit van Catalonië
- Universiteit van Sevilla
- Universiteit van Granada
- Universitat Autònoma de Barcelona
- Universiteit van Córdoba
- Universidad Politécnica de Madrid
- Koninklijke Catalaanse Academie voor Schone Kunsten van Sint-Joris
- Universiteit van Zaragoza

## Cultuur

### Schilderkunst
De Spaanse School wordt beschouwd als een van de grootste van Europa. Gedurende eeuwen heeft de Spaanse schilderkunst onder invloed gestaan van de katholieke Kerk.
Tot de bekendste Spaanse meesters behoren El Greco, Juan Gris, Joan Miró, Bartolomé Murillo, Francisco Goya, Salvador Dalí, Juan Carreño de Miranda, Alonso Cano, Pablo Picasso, José de Ribera, Diego de Silva y Velázquez en Francisco de Zurbarán.
De belangrijkste kunstverzamelingen met Spaanse kunst bevinden zich in Madrid.

### Beeldhouwkunst
Net als de schilderkunst werd de Spaanse beeldhouwkunst gekenmerkt door zijn religieus werk. Bekende beeldhouwers zijn Alonso Cano, Gregorio Fernández, Juan de Mesa, la Roldana en Pedro de Mena.

### Toegepaste kunsten
Het modernisme, dat een kerkelijke goedkeuring had, kende in de 19e eeuw een grote bloei in Barcelona. Beroemd zijn vooral de architecten zoals Antoni Gaudí. Wereldberoemde Spaanse bouwwerken zijn casa Milà, het koninklijk klooster van het Escorial, het Museo Nacional del Prado en het Alhambra.
Daarnaast zijn er veel bekende artiesten, kunstenaars en designers zoals Daniel Zuloaga, Patricia Urquiola, Alejandro Mesonero-Romanos, Francisco Rabaneda Cuervo, Manuel Blahnik Rodríguez, Cristobal Balenciaga, Santiago Calatrava, Juan Caramuel de Lobkowitz en Lluís Domènech i Montaner.

### Siësta
In Spanje wordt 's middags siësta gehouden, vooral in de zomer. De siësta duurt afgezien van lokale  verschillen van ongeveer 14.00 tot 17.00 uur en vervangt de lunchpauze zoals die in de rest van Europa gebruikelijk is. Tijdens de siësta zijn bijvoorbeeld winkels gesloten om te eten. Het ritme  in de vorm van werk- en schooltijden is anders dan in Noord-Europese landen en verschilt per regio. Afhankelijk van de regio werkt men van 09.00 tot 14.00 uur en van 15.00 à 17.00 uur tot 18.00 à 21.00 uur. In de centra van grote steden zijn de meeste winkels zes dagen per week open van 10.00 tot 21.00 uur. Eind 2005 werd het voorstel gedaan om de siësta af te schaffen, maar voorlopig zijn daar geen concrete plannen voor.

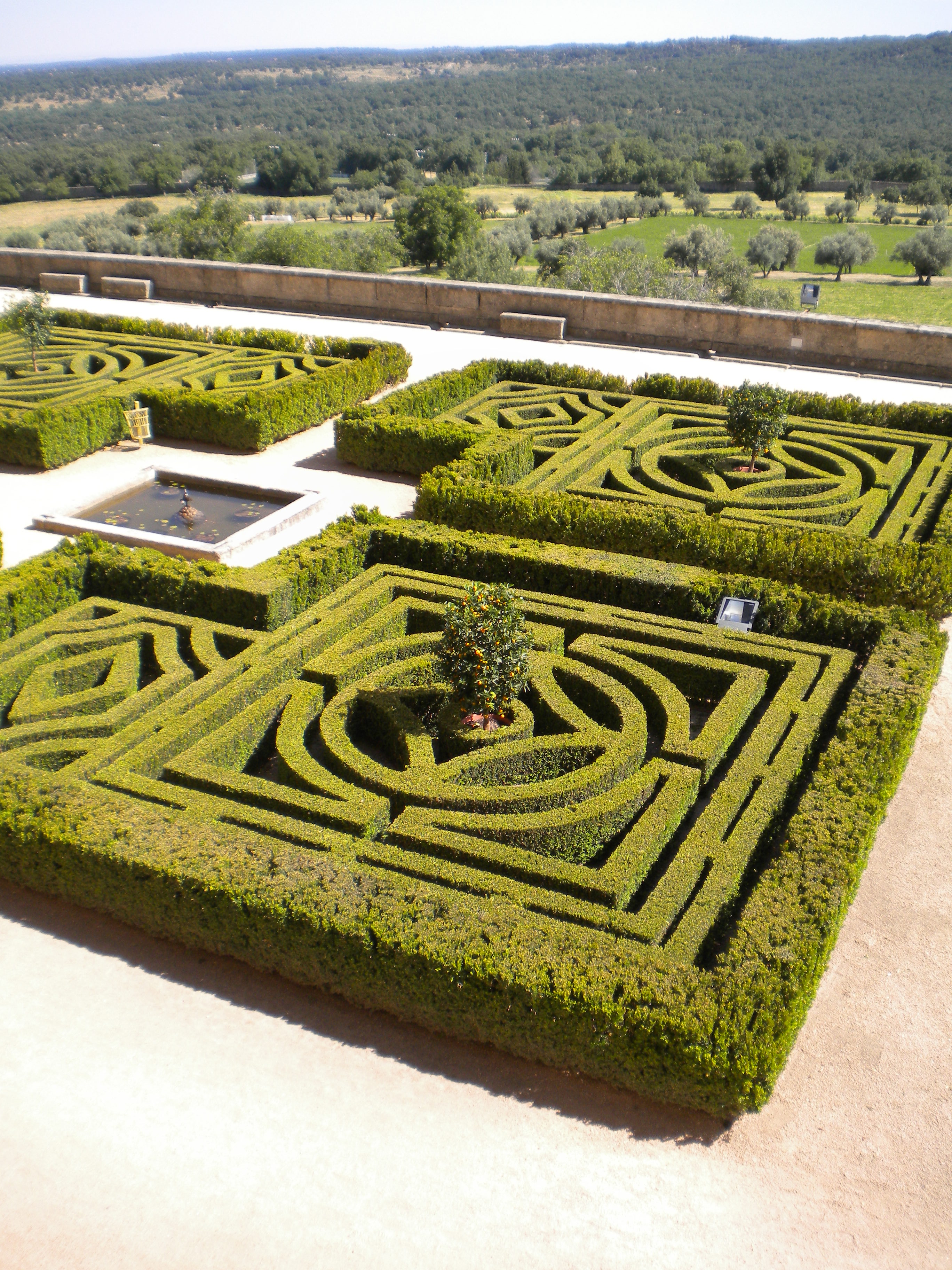
De koninklijke kloostertuin van het Escorial

### Gastronomie

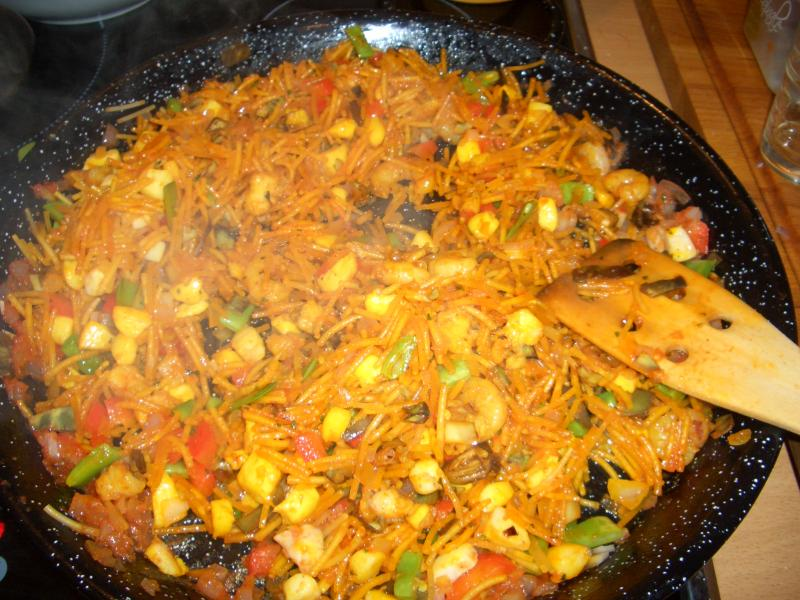
Catalaanse fideuada, een soort paella met pasta in plaats van rijst

De Spaanse keuken is net zo divers als de Spaanse culturen en klimaten. Typische Spaanse producten zijn wijn en cava, worsten waaronder chorizo, jamón serrano of jamón ibérico (Iberische ham), talloze kazen, peulvruchten, rijst, mediterrane groenten en zoetigheden. Internationale bekendheid genieten gerechten zoals de Spaanse tortilla, churros, paella, gazpacho, stoofpotten (cocidos) en calamares a la romana (gefrituurde inktvis). Eveneens bekend zijn de tapas, die zowel 's middags als 's avonds kunnen worden gegeten en in sommige delen van het land gratis zijn. Het eten van tapas is buiten Spanje bijvoorbeeld in Noord- en West-Europa en Noord-Amerika populair. Er zijn honderden vele soorten tapas die per regio verschillen. Snacks verwant met de tapas, maar apart besteld en gegeten, zijn de pinchos, waarvoor vooral het Baskenland bekendstaat, alwaar zij pintxos worden genoemd. Spanjaarden waarderen vooral de simpelheid, versheid en kwaliteit van het eten. De presentatie of het gebruik van een overvloed aan ingrediënten en kruiden in één gerecht is van ondergeschikt belang. 

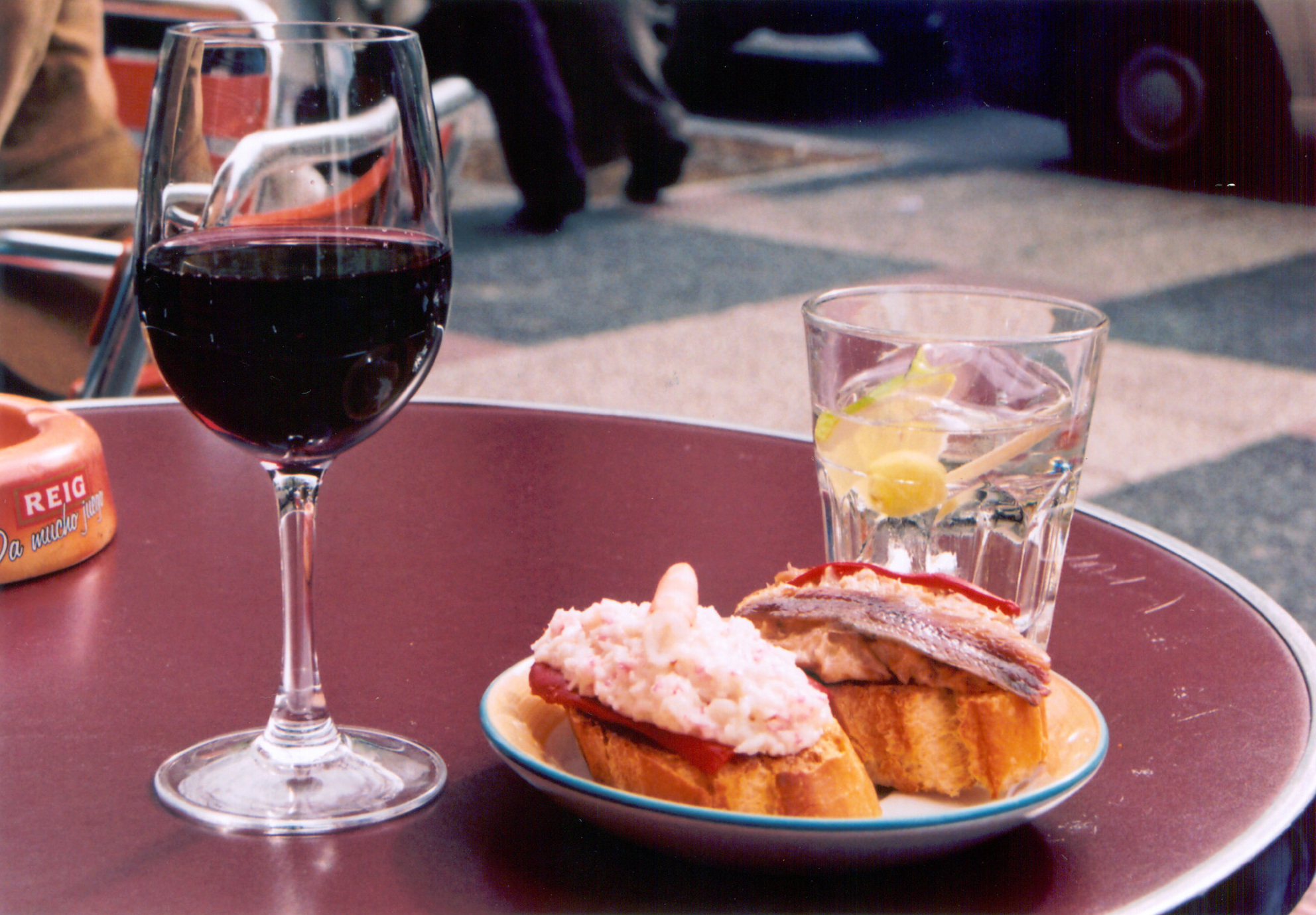
Spaanse wijn en Baskische pintxos

Typisch Spaanse dranken zijn sangria, horchata, clara (bier gemengd met licht zoete frisdrank) en sherry. De naam sherry is afkomstig van de Andalusische stad Jerez de la Frontera. Spanje is een van de grootste wijnproducenten ter wereld.
Er zijn regionaal grote verschillen te onderscheiden in de gastronomie: de Galicische keuken lijkt bijvoorbeeld totaal niet op de Catalaanse of Andalusische keuken. Opvallende kenmerken van de Spaanse eetcultuur zijn:
- Twee keer warm eten per dag (rond 15.00 uur en rond 22.00 uur), meestal een voorgerecht én een hoofdgerecht.
- Het drinken van wijn bij de warme maaltijd.
- Gebruik van olijfolie voor zowel koude als warme gerechten.
- Grote consumptie van vis, schelp- en schaaldieren in vergelijking met andere landen. Na Japanners zijn Spanjaarden de grootste visconsumenten ter wereld.
- Het eten van zoetigheden als ontbijt (vrijwel nooit brood).

### Stierenvechten

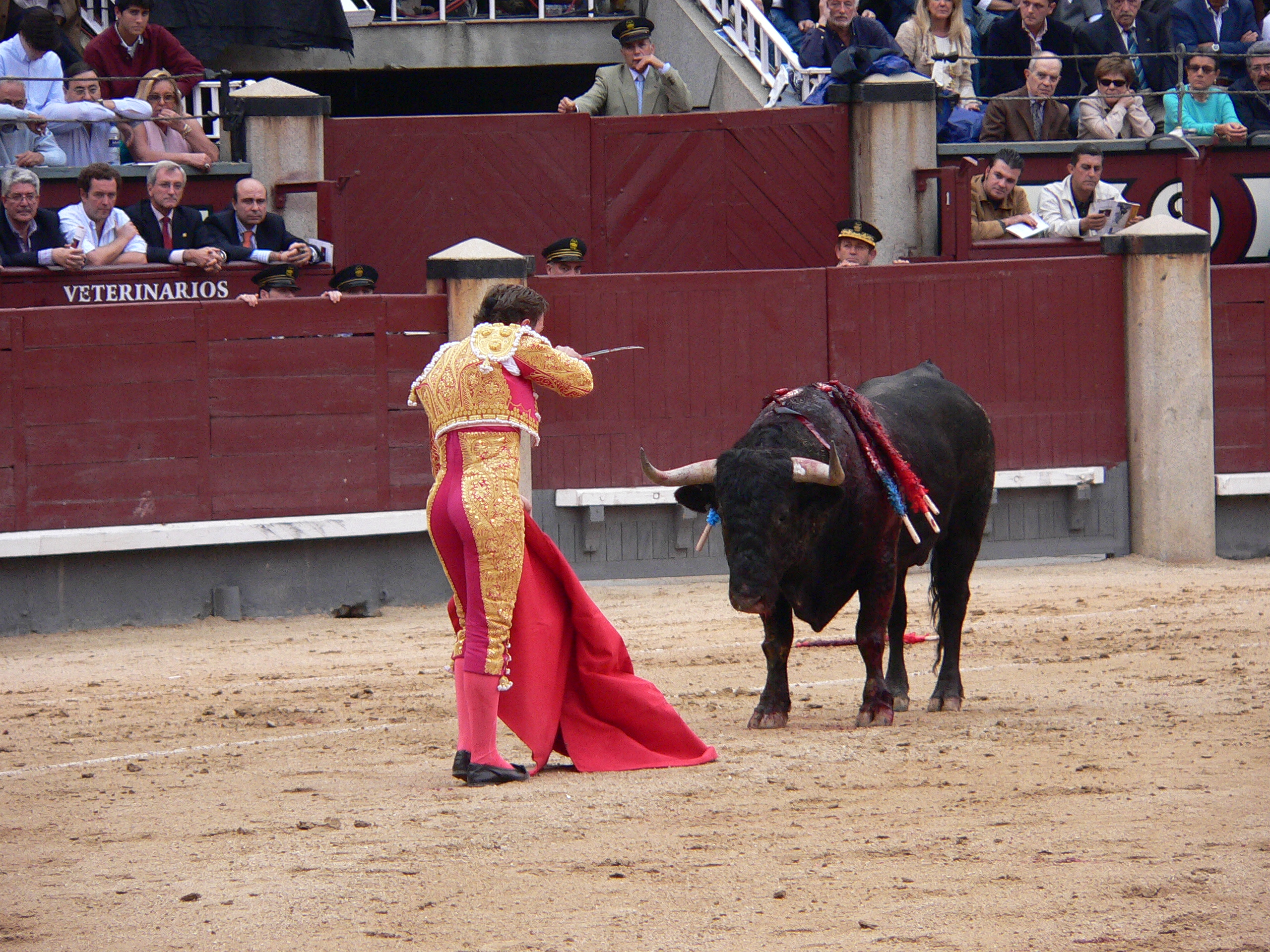
Stierenvechter in Sevilla

Het (vooral buiten Spanje) omstreden stierenvechten maakt deel uit van de Spaanse cultuur. Een stierengevecht wordt door vele Spanjaarden niet gezien als een sport, maar heeft voor hen het karakter van een artistieke uitvoering waarbij de menselijke (vooral mannelijke) superioriteit over het dier en de dood wordt getoond. Daarbij schijnt het voor sommige vrouwen als afrodisiacum te werken, hoewel dat voor anderen moeilijk voorstelbaar is. Stierenvechten zoals dat wordt beoefend is al eeuwenoud en werd oorspronkelijk op dorpspleinen uitgevoerd. De eerste arena's waren van hout, maar in 1711 werd voor het eerst een arena uit steen gebouwd, in Béjar, een dorp in de provincie Salamanca. Vijf jaar later volgde Campo Frio, in de provincie Huelva. De arena van Ronda, naar men zegt gebouwd op de funderingen van een Romeins theater, werd in 1804 in gebruik genomen.
Ondanks het aantal stierengevechten in Spanje, waar behalve Spanjaarden ook buitenlandse toeristen naar gaan kijken, zijn er in het land zelf ook tegenstanders te vinden. Op 6 april 2004 verbood de gemeenteraad van Barcelona als eerste stad het stierenvechten, overigens zonder dat dit gevolgen had: tot in 2011 zijn in de arena van Barcelona stierengevechten gehouden. In 2009 verbood Catalonië (waar Barcelona de hoofdstad van is), als eerste autonome gemeenschap op het vasteland, het stierenvechten. Dit verbod is ingegaan op 1 januari 2012 waardoor de corridas van 2011 de laatste waren. In 2016 werd het verbod door het Spaanse hooggerechtshof opgeheven, daar dit in strijd zou zijn met landelijke wetgeving.

### Feesten

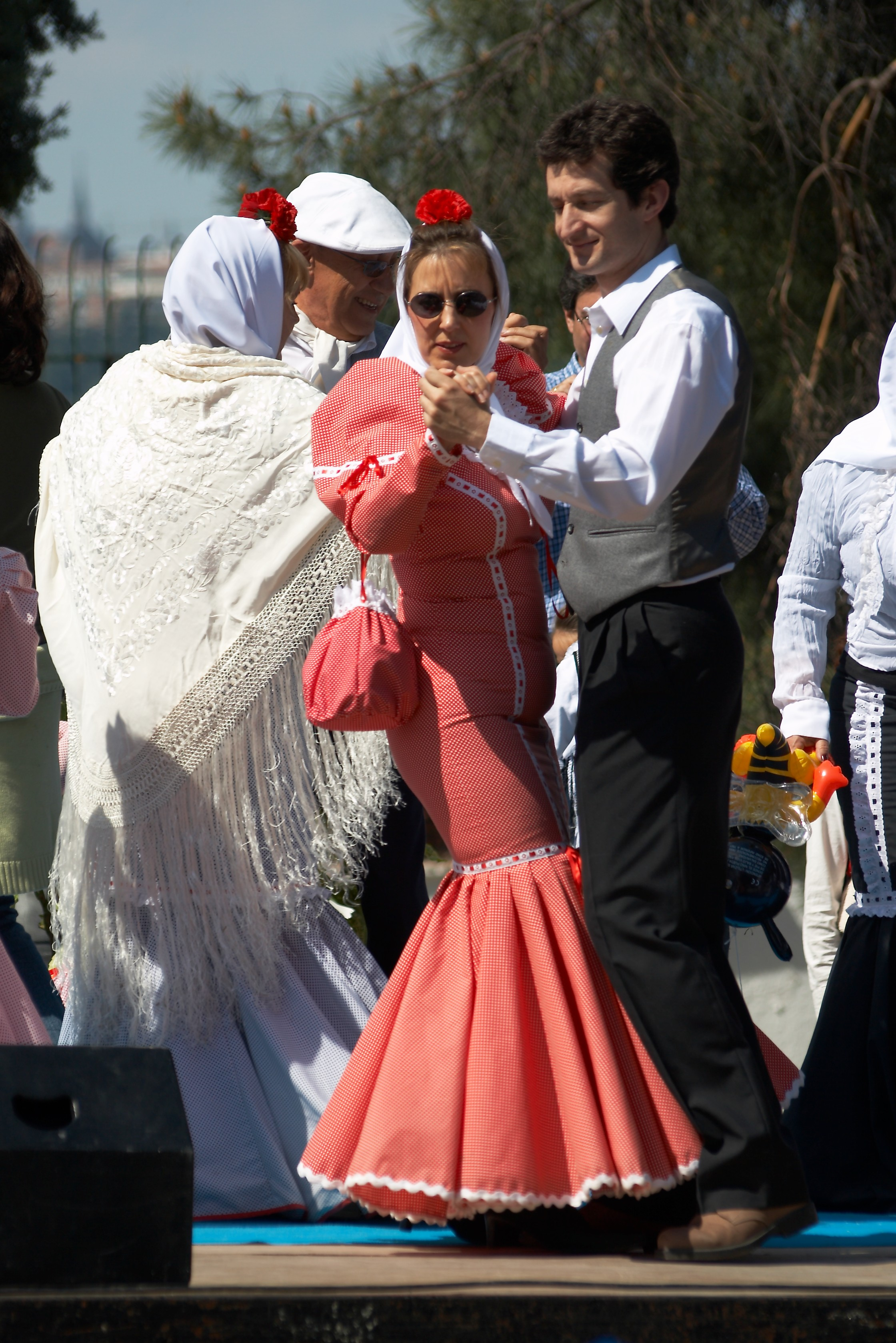
Feesten ter ere van Sint-Isidoor in Madrid

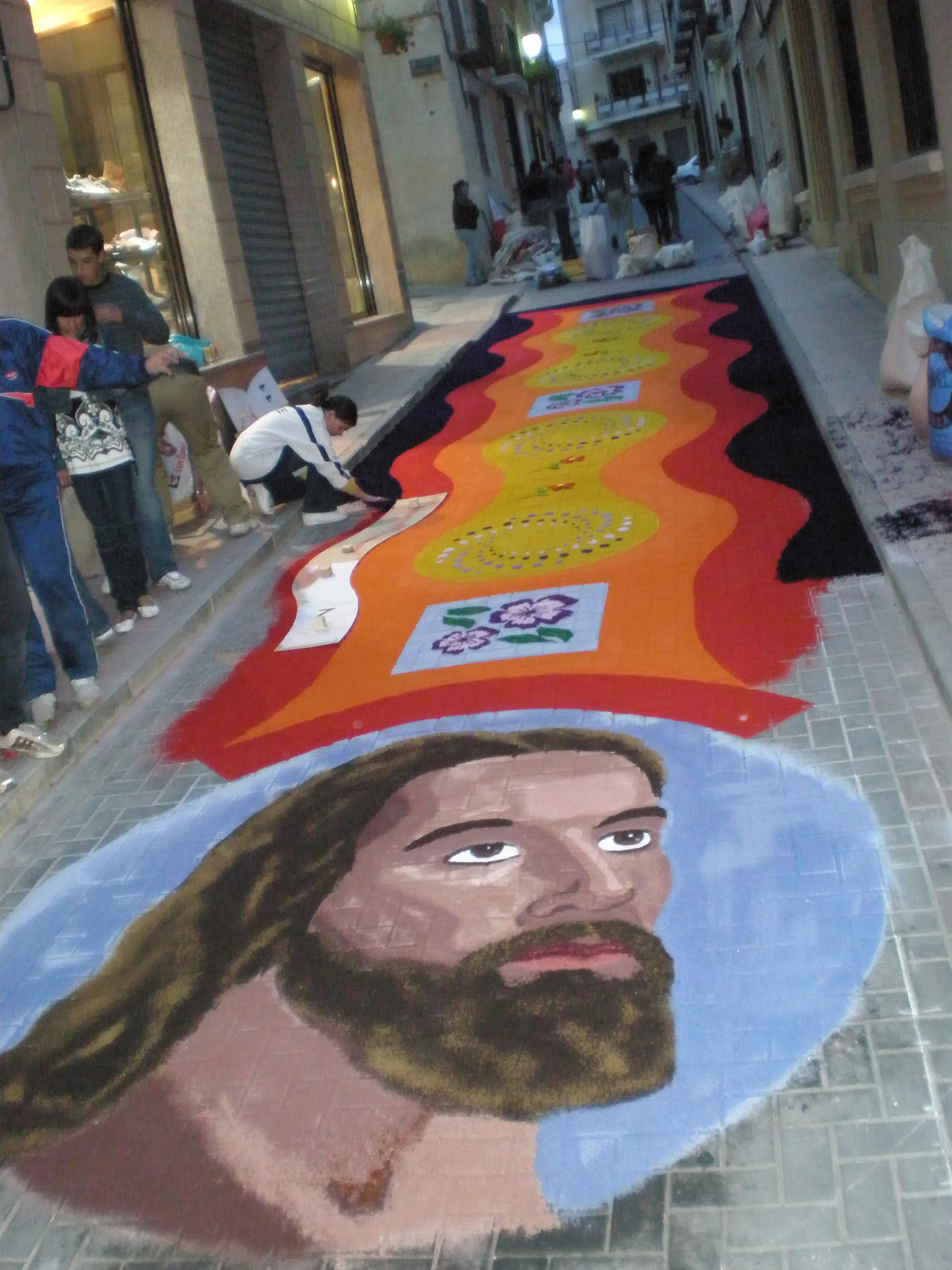
Bloementapìjten in Elche de la Sierra

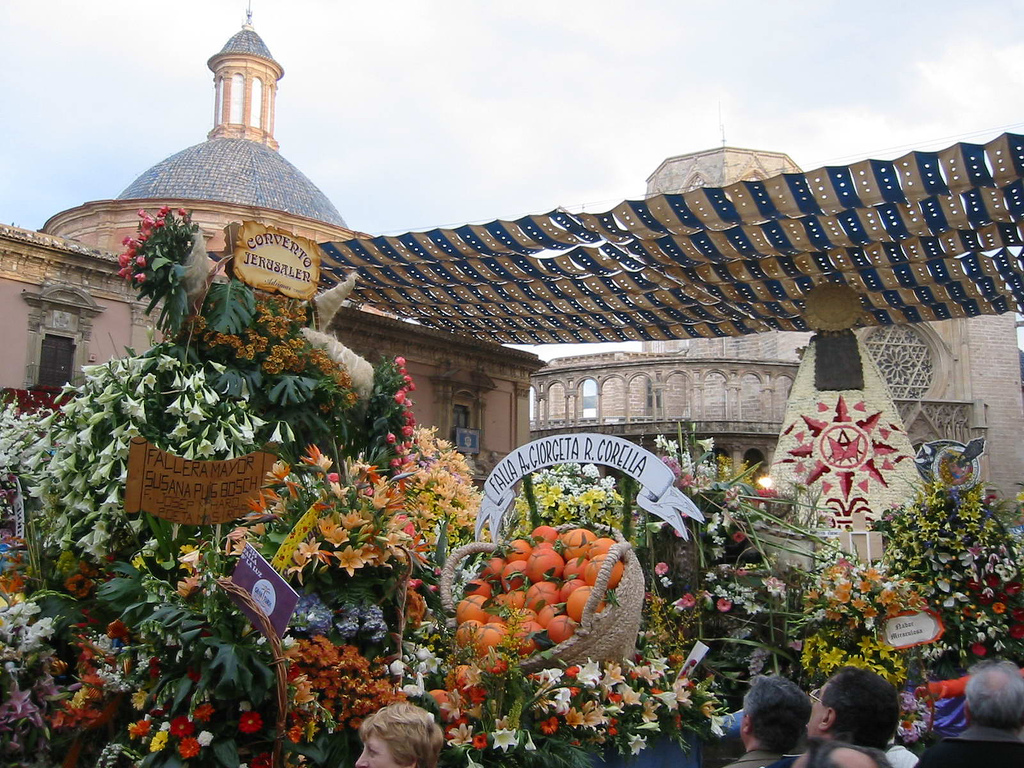
Offergaven tijdens Las Fallas in Valencia

Spanje heeft een relatief groot aantal feestdagen, waarvan sommige uitbundig worden gevierd – vooral de regionale feestdagen. De nationale feestdagen zijn vaak niet meer dan vrije dagen. Dit geldt niet voor de Semana Santa, de heilige week rondom Pasen. De Spanjaarden zelf hebben hun feesten geklasseerd naar regionaal, nationaal of internationaal belang. Zo is de Semana Santa van Sevilla, net als die van 16 andere steden, geklasseerd als feest van internationaal belang. Sommige feesten en tradities zijn opgenomen op de lijst van immaterieel (cultureel) erfgoed van UNESCO. De feesten trekken jaarlijks duizenden toeristen en pelgrims. Traditioneel begint een feest op de vooravond, de zogenaamde visperas (vespers), en worden vaak missen opgedragen ter ere van een plaatselijke patroonheilige. Vaak worden ook offers van devotionalia met bloemen georganiseerd gevolgd door een processie.
Ook de traditie van de bedevaart naar Santiago de Compostella is internationaal vermaard.
Tijdens feesten dragen de Spanjaarden met trots hun lokale drachten, waarvan er tientallen varianten bestaan. Tijdens de feesten worden vaak verschillende traditionele dansen in openlucht gedanst, zoals de flamenco, jota, sardana, muneira en fandango. Hierbij worden vaak traditionele muziekinstrumenten gebruikt zoals castagnetten en tibles.
De grootst gevierde regionale feesten zijn:
- Fiestas de la Magdalena in Castellón de la Plana, ter ere van Maria Magdalena
- Tamborrada in San Sebastian, ter van Sint-Sebastiaan op 20 januari
- Las Fallas in Valencia, ter ere van Sint-Jozef
- Festes de Santa Tecla: ter ere van de Heilige Tecla
- Semana Santa van Sevilla: de goede week
- De Romeria van Rocio: bedevaart ter ere van Onze-Lieve-Vrouwe van Rocio
- Patum de Berga, traditioneel feest ter ere van het heilig sacrament
- Misteri d'Elx, katholieke middeleeuwse mysteriespelen ter ere van Onze-Lieve-Vrouw-ten-Hemelopneming
- Corpus Christi: grote sacramentsprocessie in Toledo en de bloementapijten in Elche de la Sierra
- Het aprilfeest (Feria de Abril) in Sevilla
- Fiesta de la Mercè in Barcelona ter ere van Onze-Lieve-Vrouwe van Barmhartigheid
- San Juan: feesten ter ere van Sint-Johannes met onder meer de Hogueras de San Juan
- Virgen de la Paloma, Madrid: ter ere van Onze-Lieve-Vrouwe van La Paloma
- Fiesta de San-Isidro, Madrid: ter ere van Sint-Isidoor
- El Pilar in Zaragoza: ter Ere van Onze-Lieve-Vrouwe van de Zuil
- San Fermínfeesten in Pamplona: ter ere van Sint-Ferminus
- Het carnaval van Cádiz, Sitges en Tenerife
- Het tomatenfeest in Buñol

Hoewel nationale feestdagen niet meer dan vrije dagen zijn, worden hierbij wel grote ceremoniën aan het Hof gehouden, waarbij de koninklijke familie kransen legt en militaire parades bijwoont.
De bekendste nationale wettelijke feesten zijn:
- Día de la Hispanidad / Fiesta Nacional de España (Columbusdag)
- Fiesta nacional de España
- Día de las Fuerzas Armadas
- Día de la Constitución (Dag van de Grondwet)
- Feest van Santiago, de patroonheilige van Spanje

### Media
De meeste landelijke dagbladen worden uitgegeven in Madrid of Barcelona. De krant El País is met een oplage van ongeveer 494.697 exemplaren het grootste dagblad. El País wordt uitgegeven in Madrid, evenals El Mundo (390.831), ABC (331.810) en La Razón (166.006). Uitgevers uit Barcelona brengen de landelijke kranten La Vanguardia (231.287) en El Periódico (174.960) uit. Naast de reguliere kranten zijn ook de landelijke sportkranten El Mundo Deportivo, Sport (beide uitgegeven in Barcelona), Marca en Diario AS (uitgegeven in Madrid) van belang.
De publieke radio- en televisieomroep is in handen van Radiotelevisión Española (RTVE). Verder zijn er verschillende commerciële zenders, en hebben de verschillende autonome gemeenschappen ook regionale zenders, zoals EiTB in het Baskenland, Televisió de Catalunya in Catalonië (bekendste zender: TV3) of Telemadrid in Madrid.

### Sport

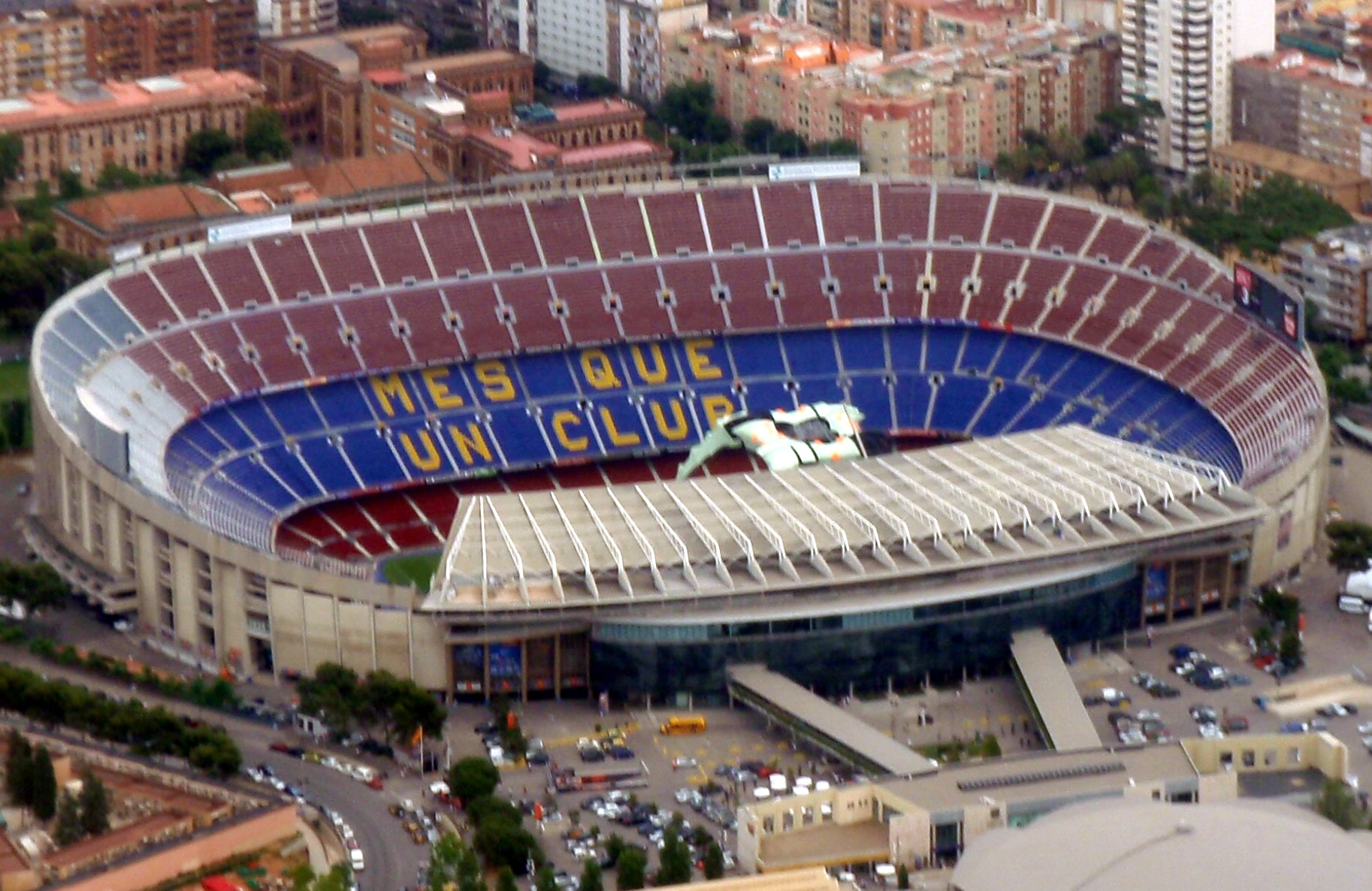
Camp Nou is de thuisbasis van FC Barcelona en het grootste stadion van Europa

In 1992 organiseerde Barcelona de Olympische Zomerspelen, de eerste en tot nu toe enige keer dat dit evenement in Spanje werd gehouden.
Voetbal is de populairste sport in Spanje. De Spaanse competitie wordt gezien als een van de sterkste ter wereld. Bekende voetbalclubs zijn onder andere Real Madrid CF, FC Barcelona, Valencia CF, Sevilla FC, Atlético Madrid en Villarreal CF. Grote clubs als Real Madrid en FC Barcelona behoren tot de succesvolste clubs van Europa. Ook het nationale voetbalelftal is van hoog niveau. In 1964 werd Spanje op eigen bodem Europees kampioen en van 2008 tot 2012 won het met groot machtsvertoon als eerste land ooit drie grote kampioenschappen op rij: het EK in 2008, het WK in 2010 en het EK in 2012.
Op de tweede plaats komt basketbal. Ook basketbal wordt in Spanje op hoog niveau gespeeld. Real Madrid Baloncesto is de succesvollste club van Europa. In 2006 werd het Spaanse nationale basketbalteam wereldkampioen. Ook won het team drie EK's. Bekende namen in het basketbal zijn onder meer Pau Gasol, Marc Gasol, Serge Ibaka, Rudy Fernández en Ricky Rubio.
Ook in het wielrennen op de weg draait Spanje goed mee. Miguel Indurain won van 1991-1995 vijf keer op rij de Tour de France. Alberto Contador won op zijn beurt twee keer de Tour, de Giro en de Vuelta. Ieder jaar wordt in augustus en september de Ronde van Spanje (Vuelta) verreden, die drie weken duurt en behoort tot de drie Grote Rondes van het wielrennen.
Op tennisgebied heeft Spanje altijd met de top meegedraaid en veel grandslamkampioenen voortgebracht. Rafael Nadal wordt gezien als een van de beste tennissers aller tijden, hij won 22 keer een Grand Slam en stond voornamelijk bekend als gravelspecialist.
Ook motorsport is erg populair in Spanje. In de MotoGP heeft Spanje met Marc Márquez en Jorge Lorenzo twee wereldtoppers. Fernando Alonso is tweevoudig wereldkampioen in de Formule 1.
Ontstaan in het Baskenland is pelota. Deze sport werd eerst alleen in Spaans en Frans Baskenland, maar tegenwoordig over de hele wereld gespeeld.

### Bezienswaardigheden
Er staan 45 Spaanse bezienswaardigheden op de Werelderfgoedlijst van UNESCO. Een selectie hiervan:
- Het Alhambra in Granada
- Het historische centrum en de kathedraal van Córdoba
- De palmentuin van Elx, vlak bij Alicante
- De werken van Antoni Gaudí: onder anderen Park Güell, Casa Batlló, Sagrada Família, Casa Milà en Palau Güell in Barcelona.
- De musea en architectuur van Madrid
- Het historische centrum van Toledo
- De kathedraal en het Alcázar van Sevilla
- Het historische centrum en de pelgrimsroutes naar Santiago de Compostella
- De kathedraal van Burgos
- Het historische centrum van Salamanca
- De witte dorpen in de omgeving van Málaga
- Het historische centrum van Alcalá de Henares
- La Lonja de la Seda in Valencia
- Nationaal Park El Teide op Tenerife (Canarische Eilanden)

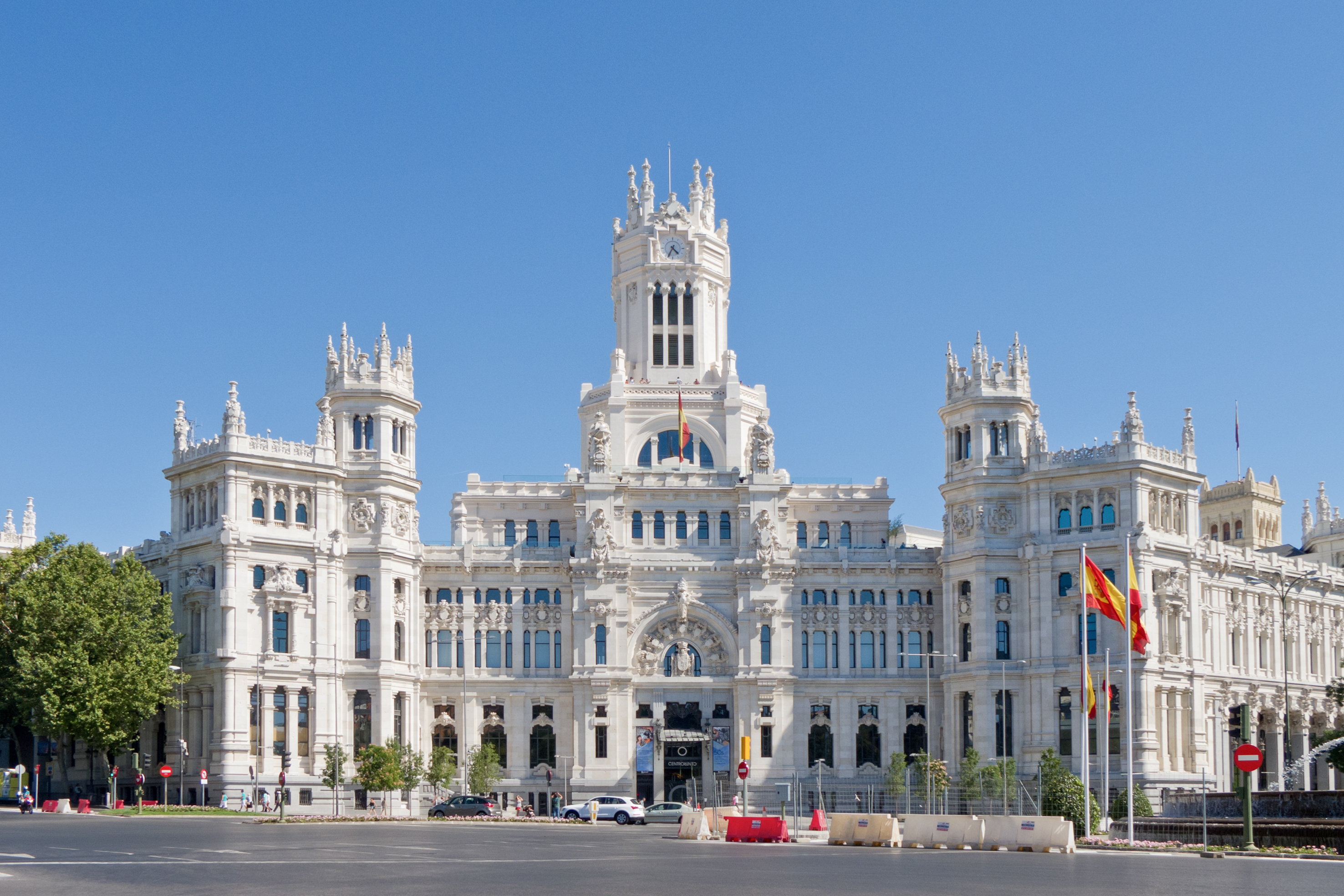
Het Palacio de Comunicaciones in Madrid
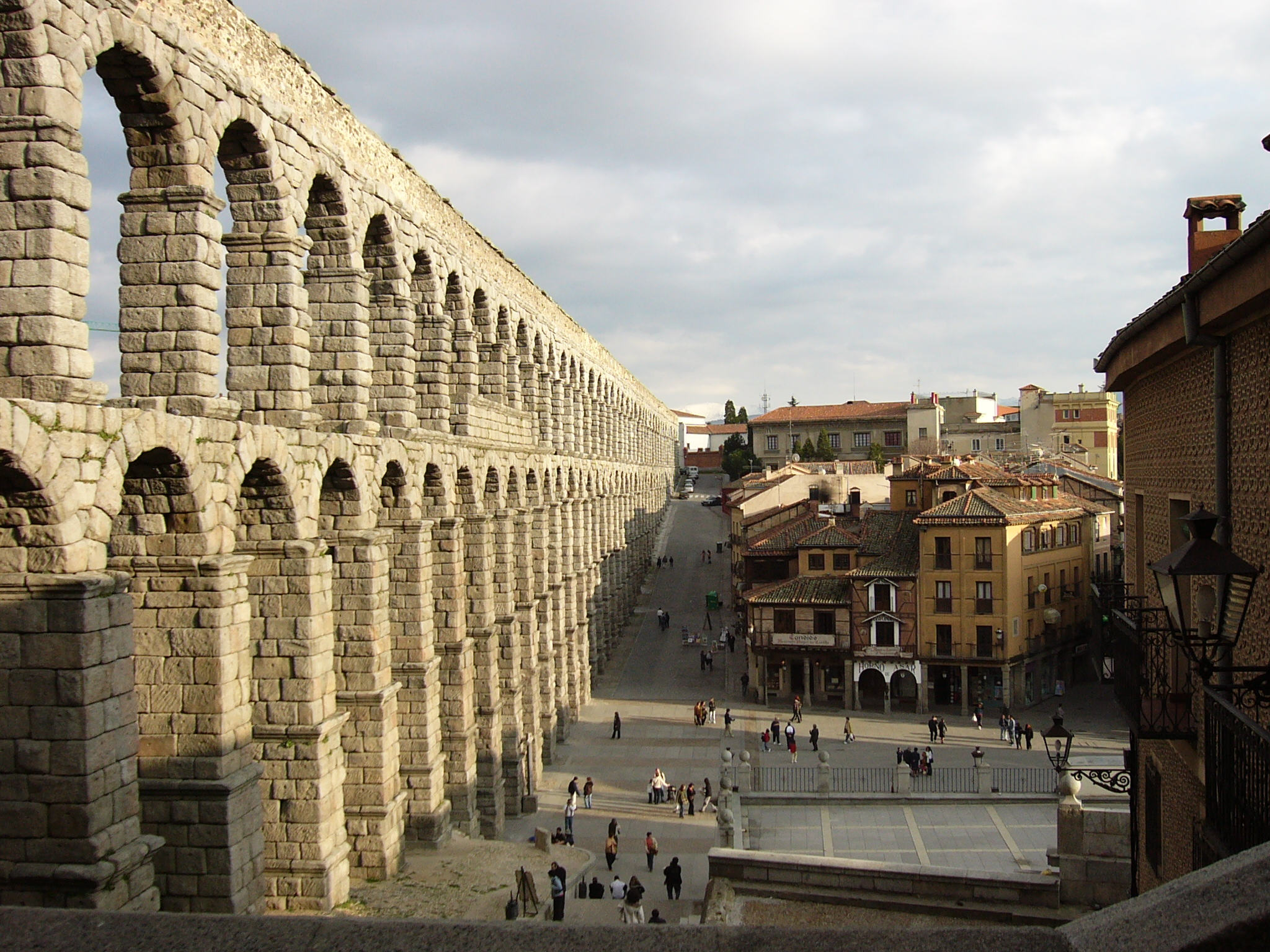
Het aquaduct van Segovia
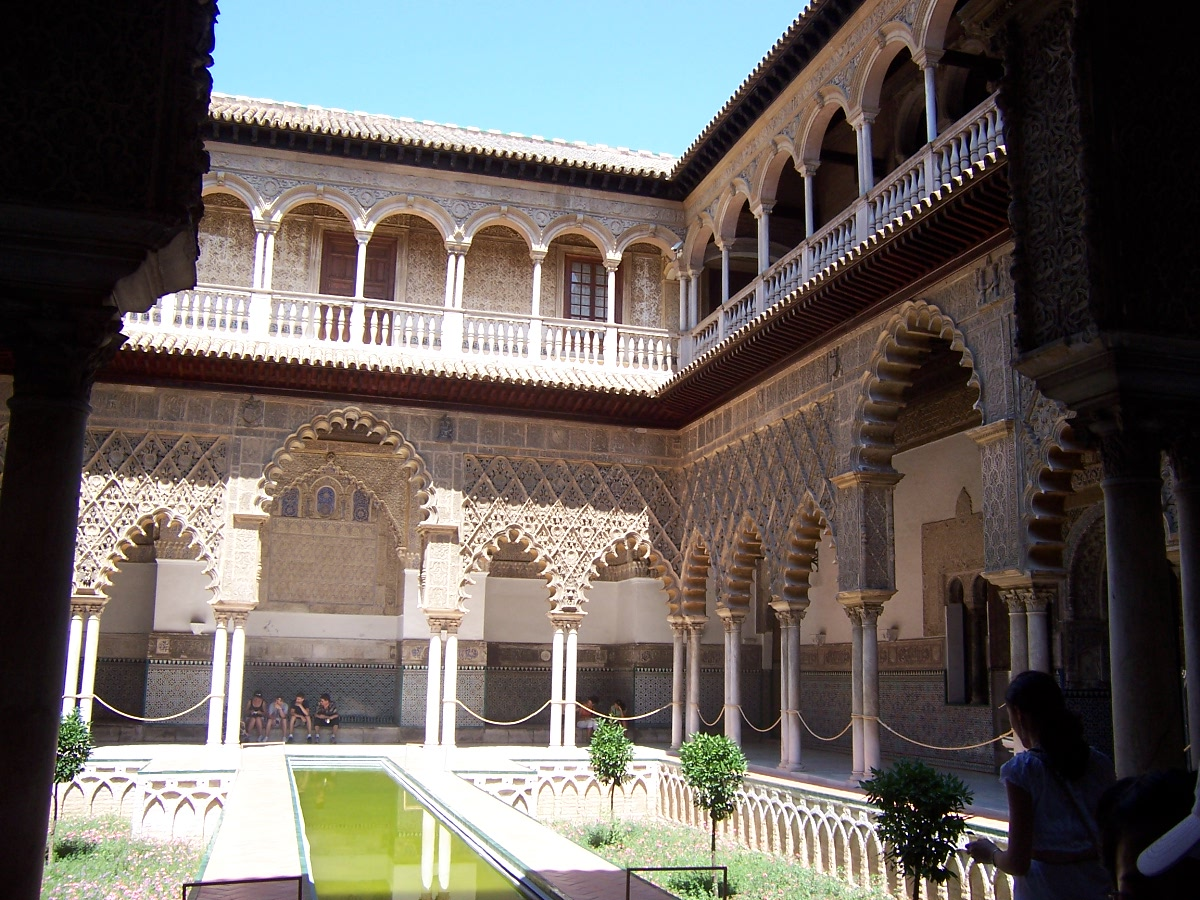
Het Alcázar in Sevilla
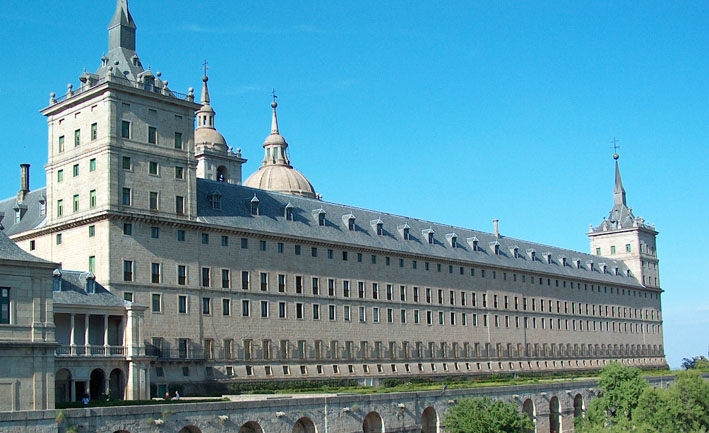
Het Escorial
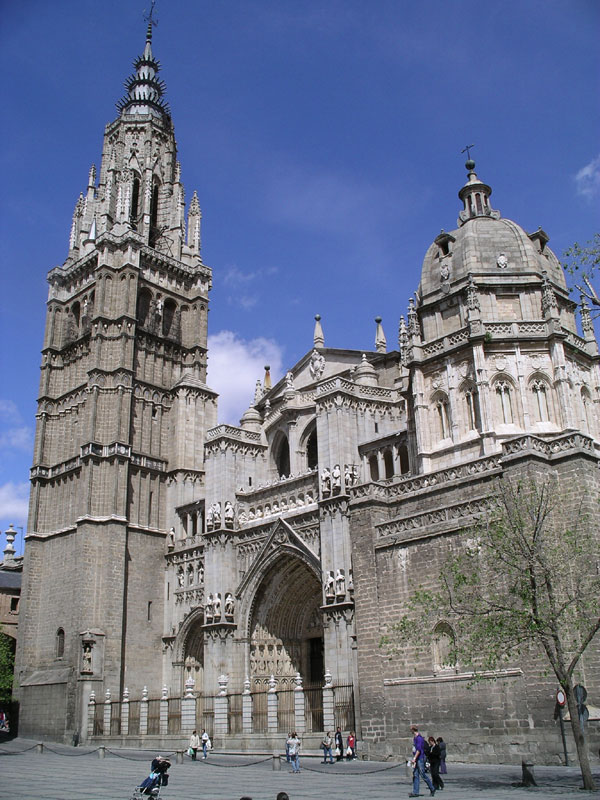
Kathedraal van Toledo
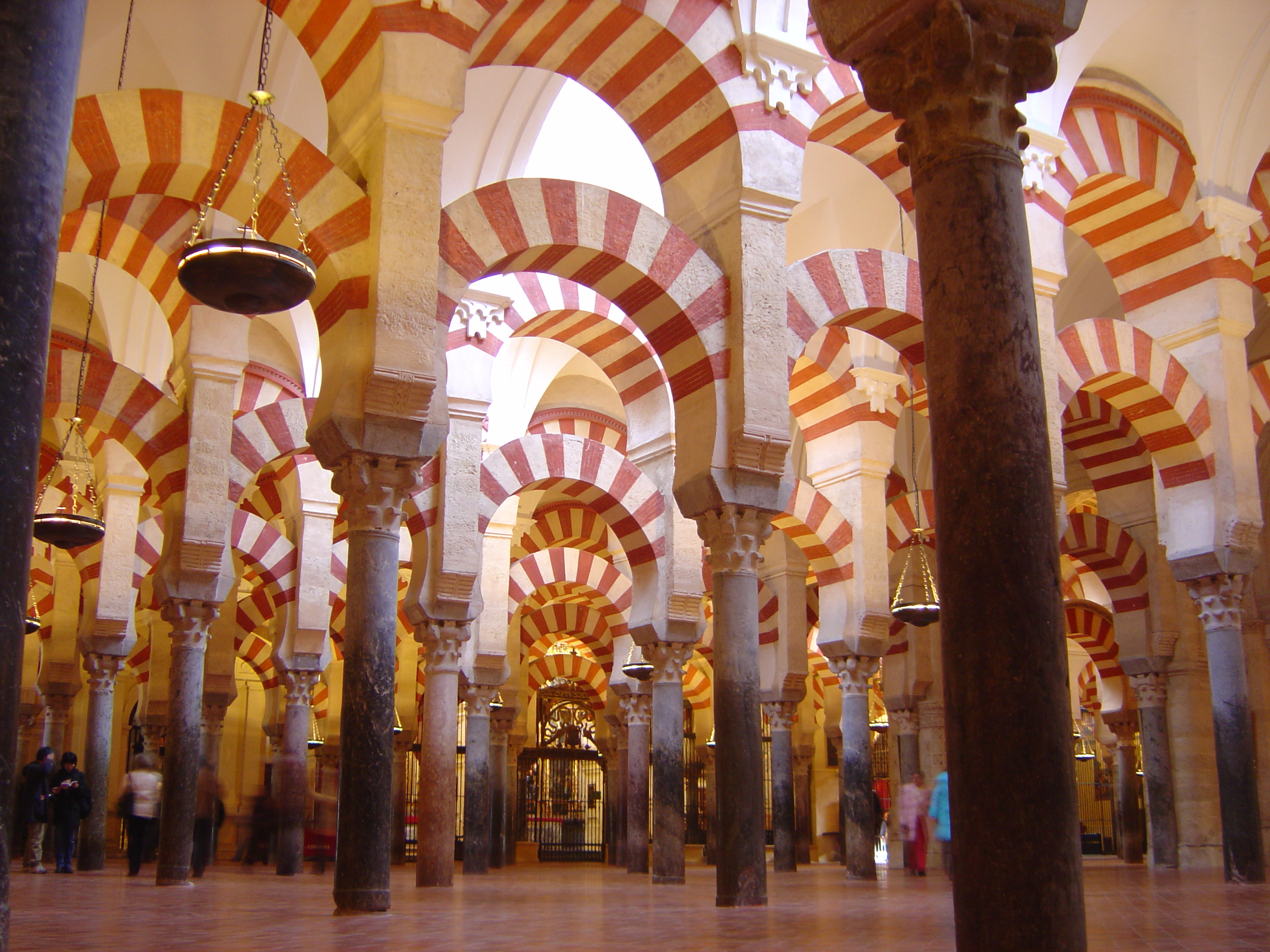
De Mezquita in Cordoba
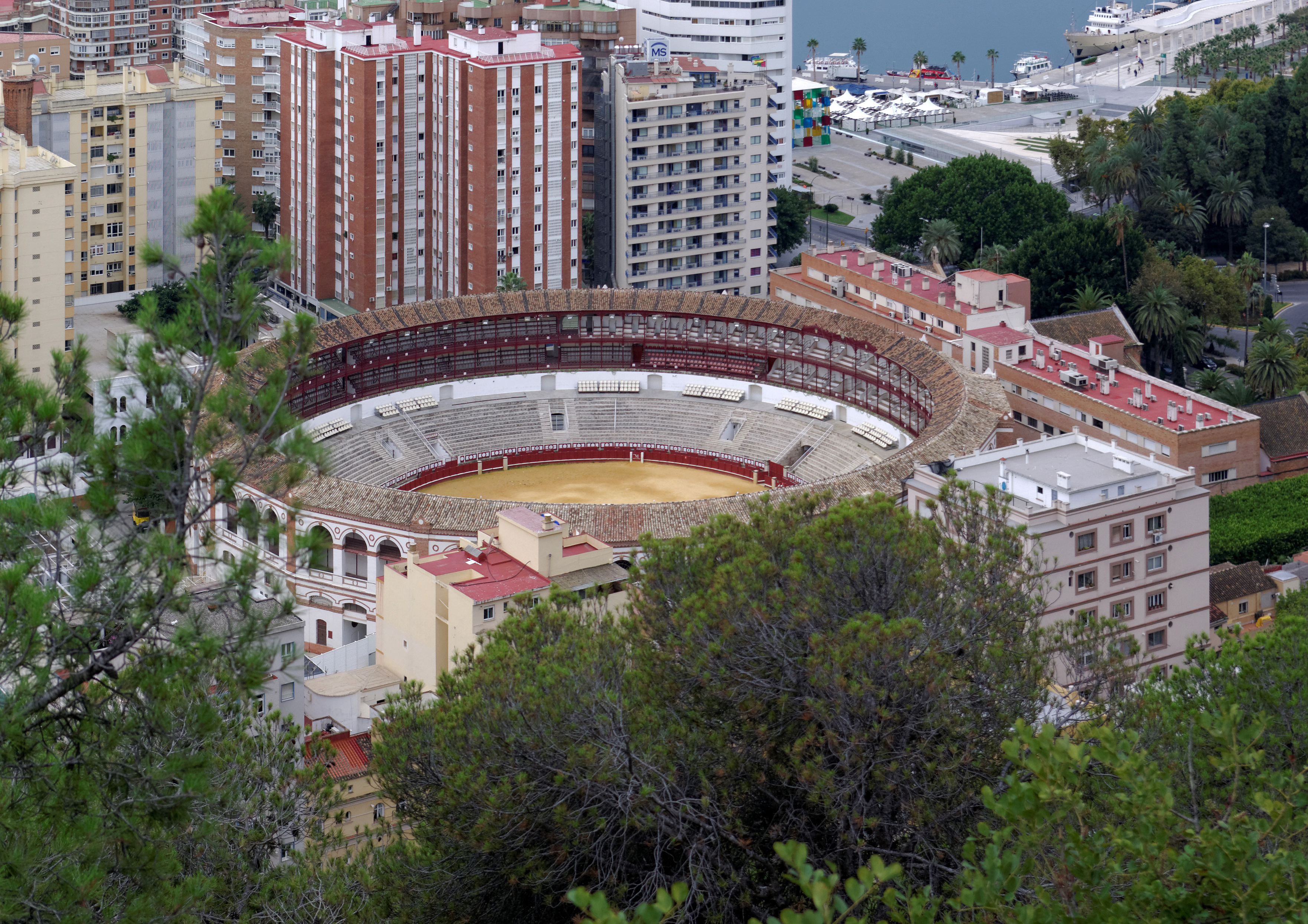
Plaza de Toros in Málaga
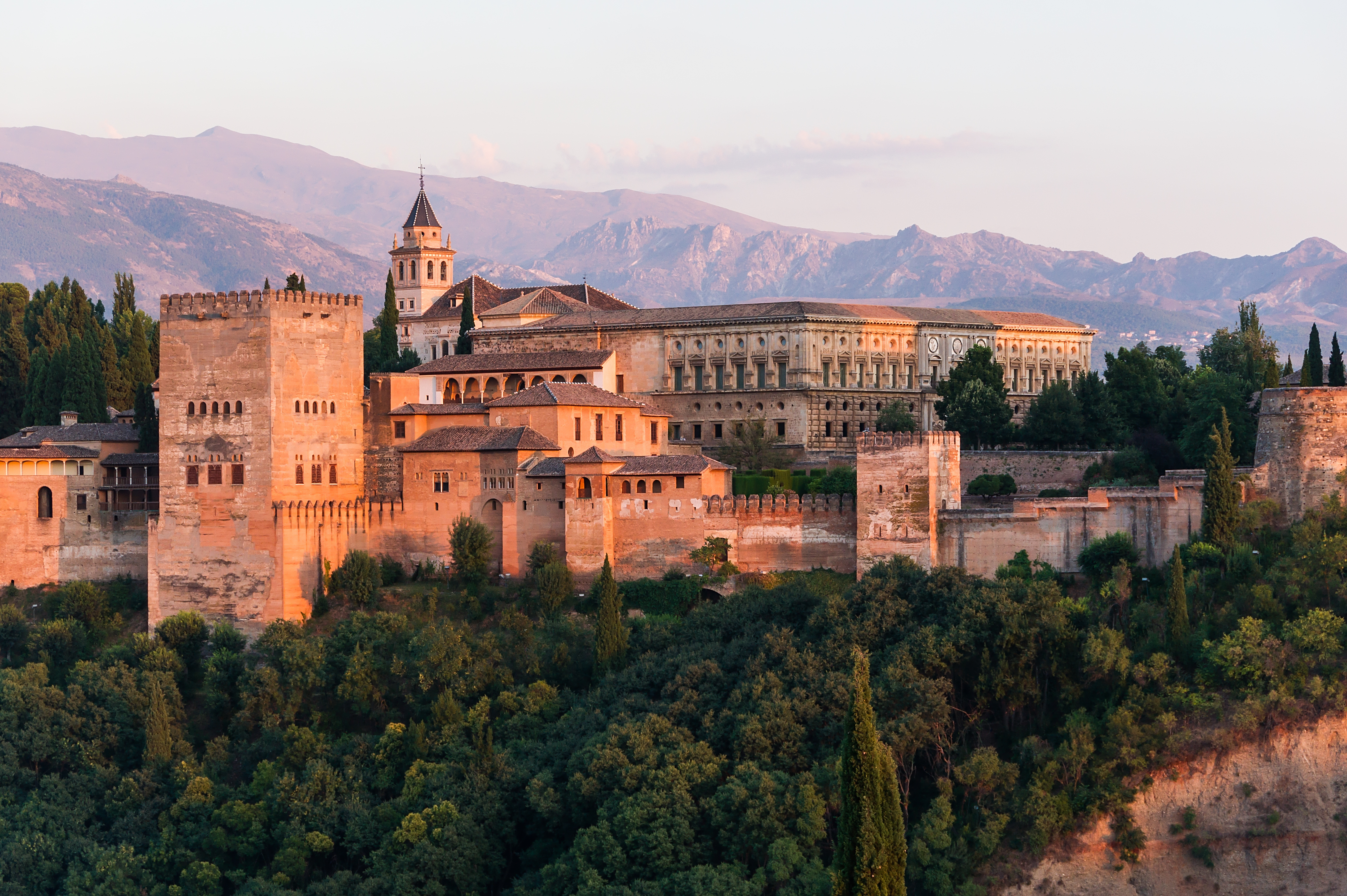
Alhambra in Granada
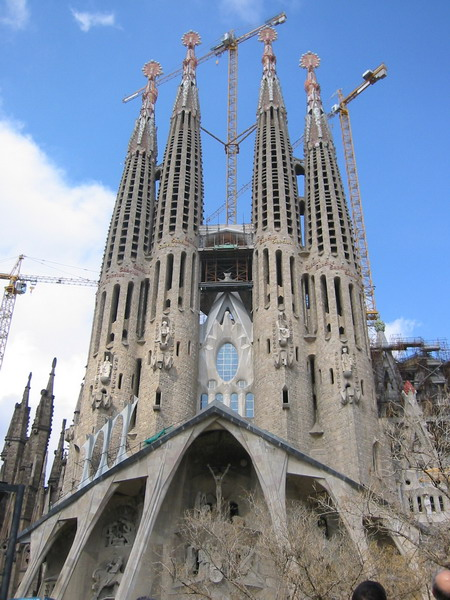
Sagrada Família in Barcelona
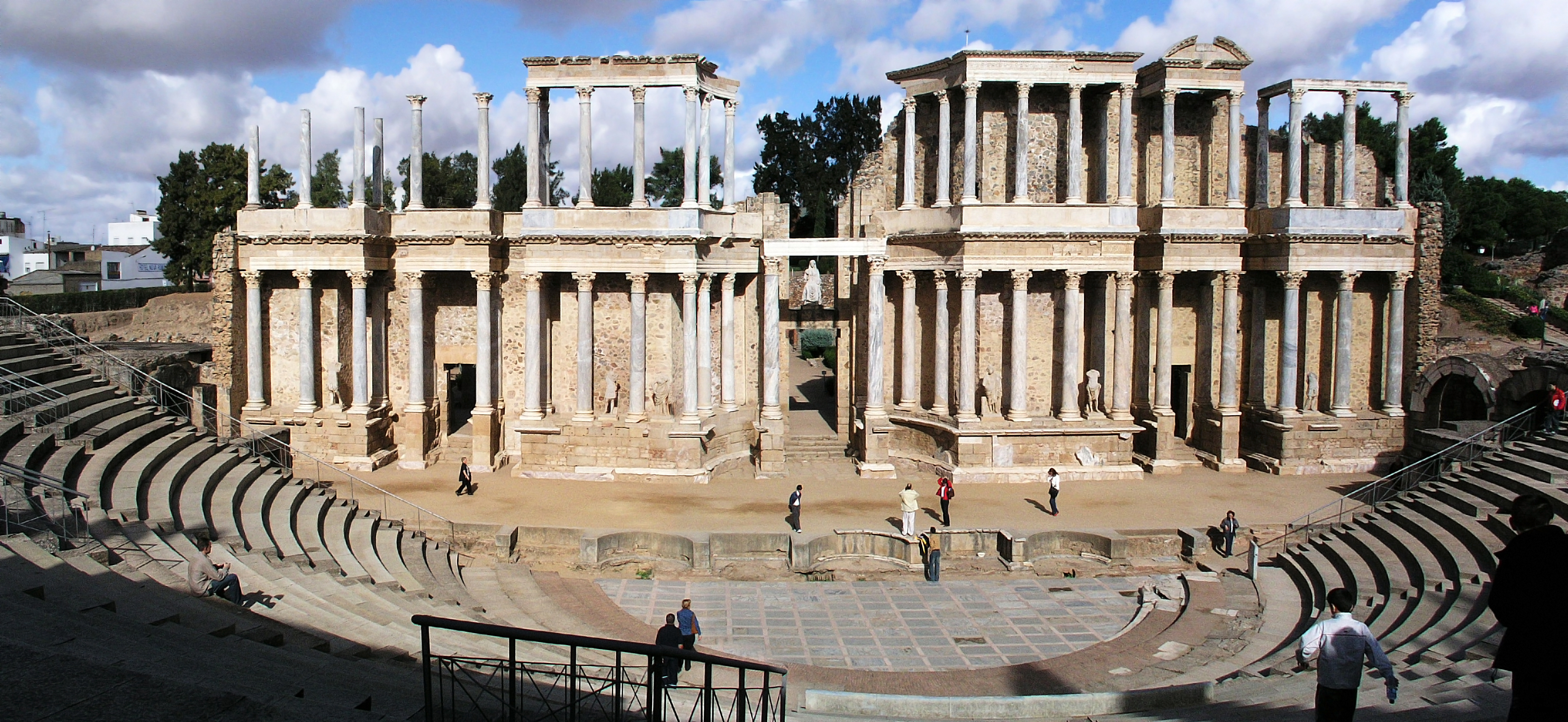
Romeins theater van Mérida
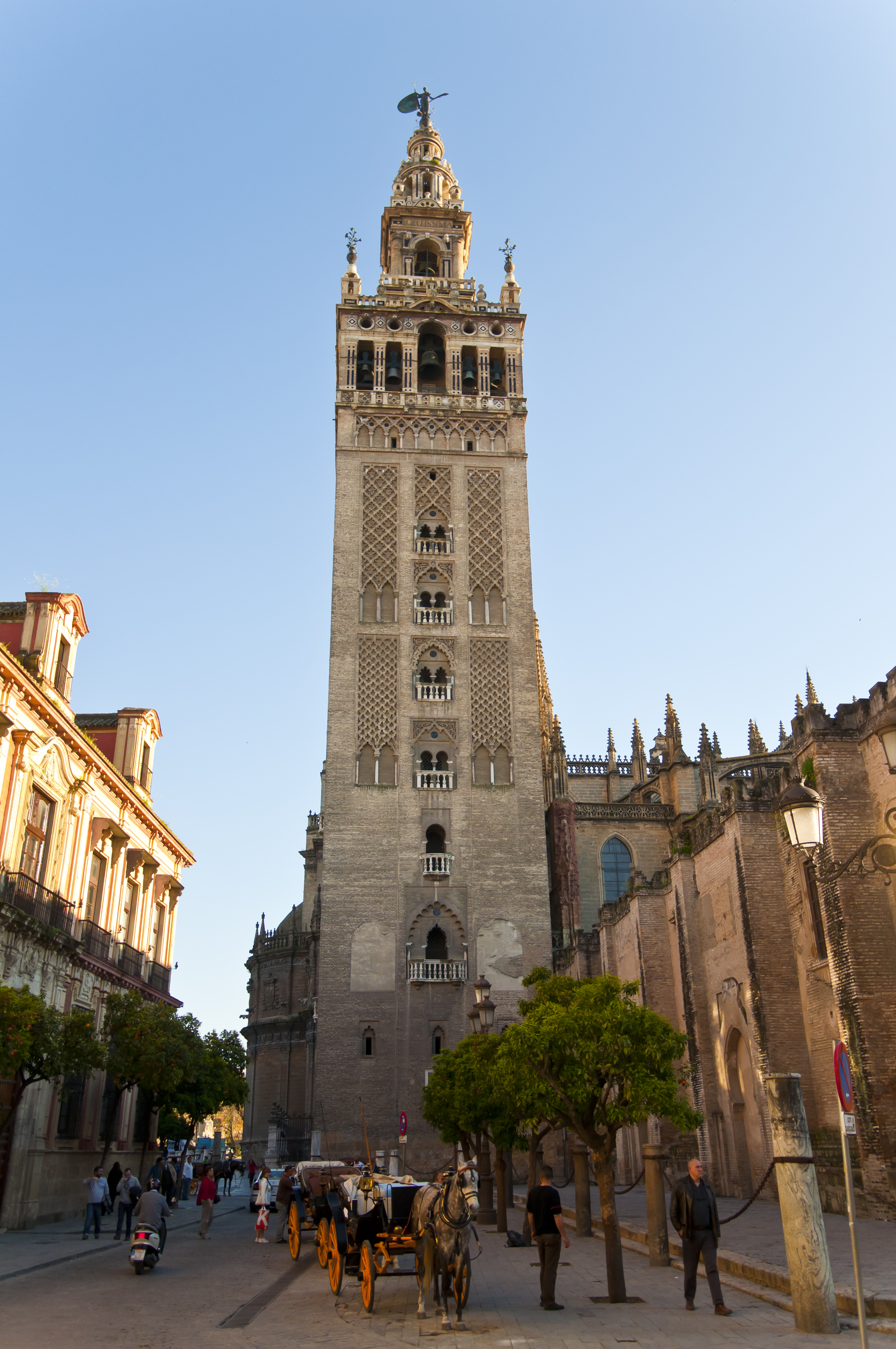
De Giralda in Sevilla
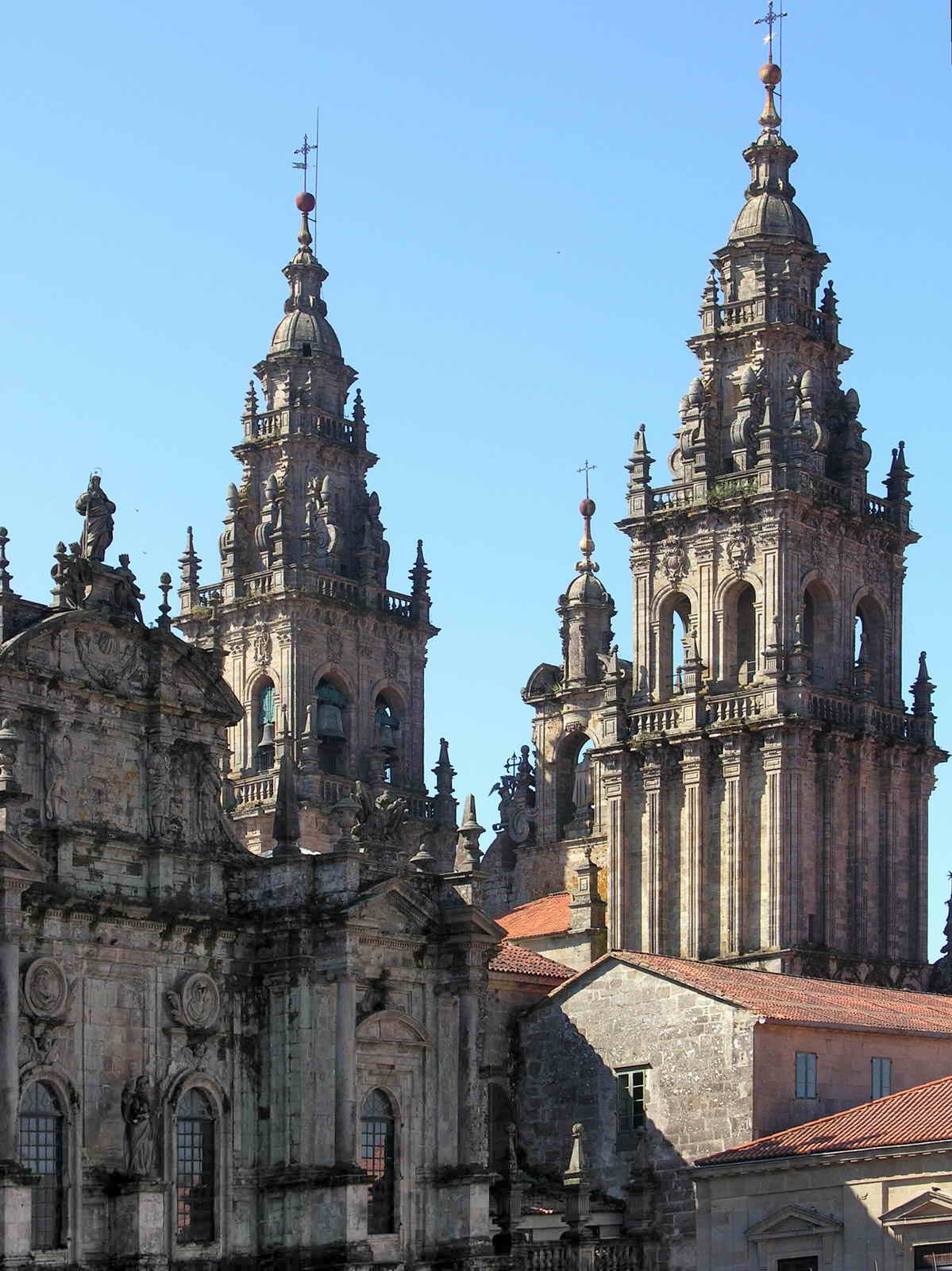
Kathedraal van Santiago de Compostella